# Lazarská
Lazarská ulice se nachází na Novém Městě pražském. Začátkem je křižovatka ulic Jungmannova a Vodičkova, a ulice končí křižovatkou se Spálenou. Z ulice vybíhají směrem na sever ulice Magdalény Rettigové a Vladislavova, na jih ulice Omladinářů. Název je odvozen po dnes již zaniklém kostele svatého Lazara, který stál do roku 1901 v Malé Lazarské, dnešní ulici Omladinářů. V současné době se zde nachází jeden z největších přestupních uzlů pražské hromadné dopravy a centrální přestupní bod nočních tramvajových linek. Sídlo zde má velvyslanectví Libanonské republiky (Lazarská, čp. 11/6)

## Historie ulice a pojmenování
Lazarská ulice je situována na území pražského Nového Města. Po jejím vzniku byla díky své poloze označována jako Dolejšek Dobytčího trhu, dle map stabilního katastru byla pojmenována Unter dem Karlsplatz (Pod Karlovým náměstím). Od počátku 18. století nesla označení Masné krámy, které tu uprostřed ulice až do ledna 1898 stály.
Od 80. let 19. století získává ulice svůj dnešní název Lazarská. Mezi roky 1909–1930 byla součástí Lazarské i dnešní ulice Magdaleny Rettigové. Od roku 1909 nesla pojmenování Lazarská i současná ulice Omladinářů. Lazarská je rozdělena mezi Městskou část Praha 1 a Městskou část Praha 2.

V roce 1883 začala ulicí vést koněspřežná dráha, takzvaná koňka. Lazarská ulice byla v té době o něco širší než dnes a měla spíše charakter náměstí. Přibližně u křižovatky s dnešní Vladislavovou ulicí stály Masné krámy a koleje koňky vedly po obou stranách krámů. Po jejich zboření byla trať přeložena do středu ulice a v roce 1900 elektrifikována. 

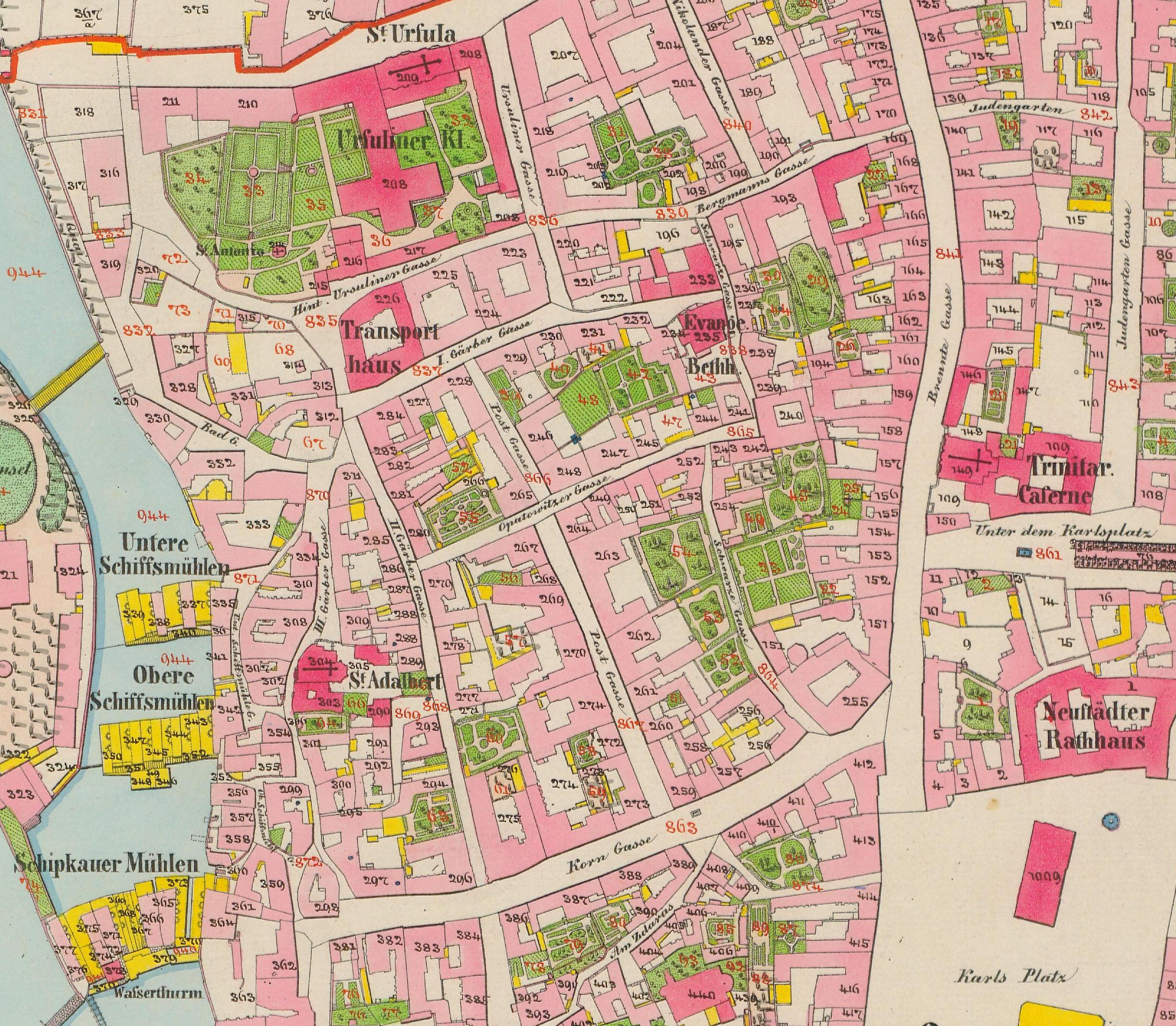
Území bývalé obce Opatovice na mapě Stabilního katastru
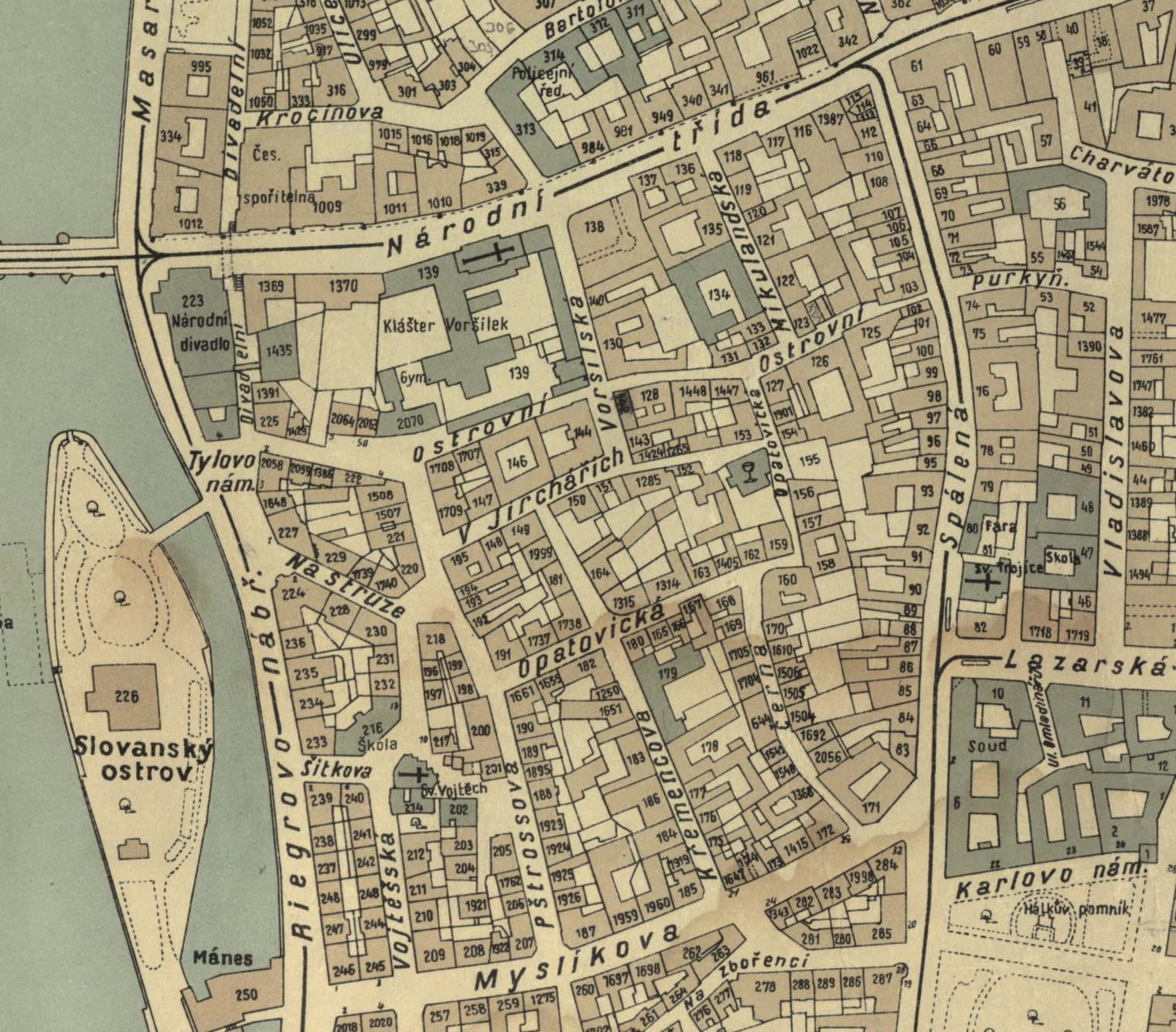
Výřez z mapy z roku 1938
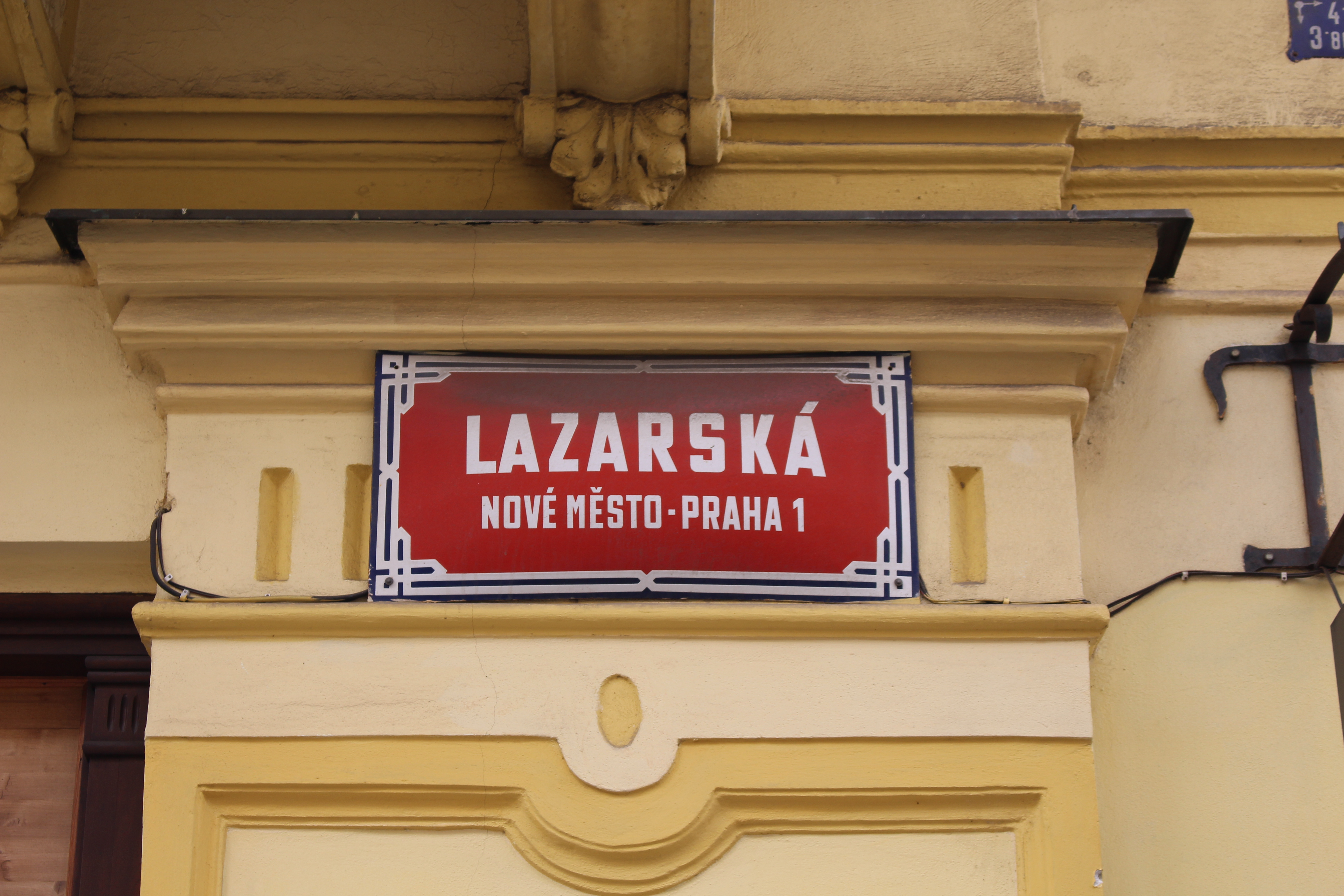
Lazarská
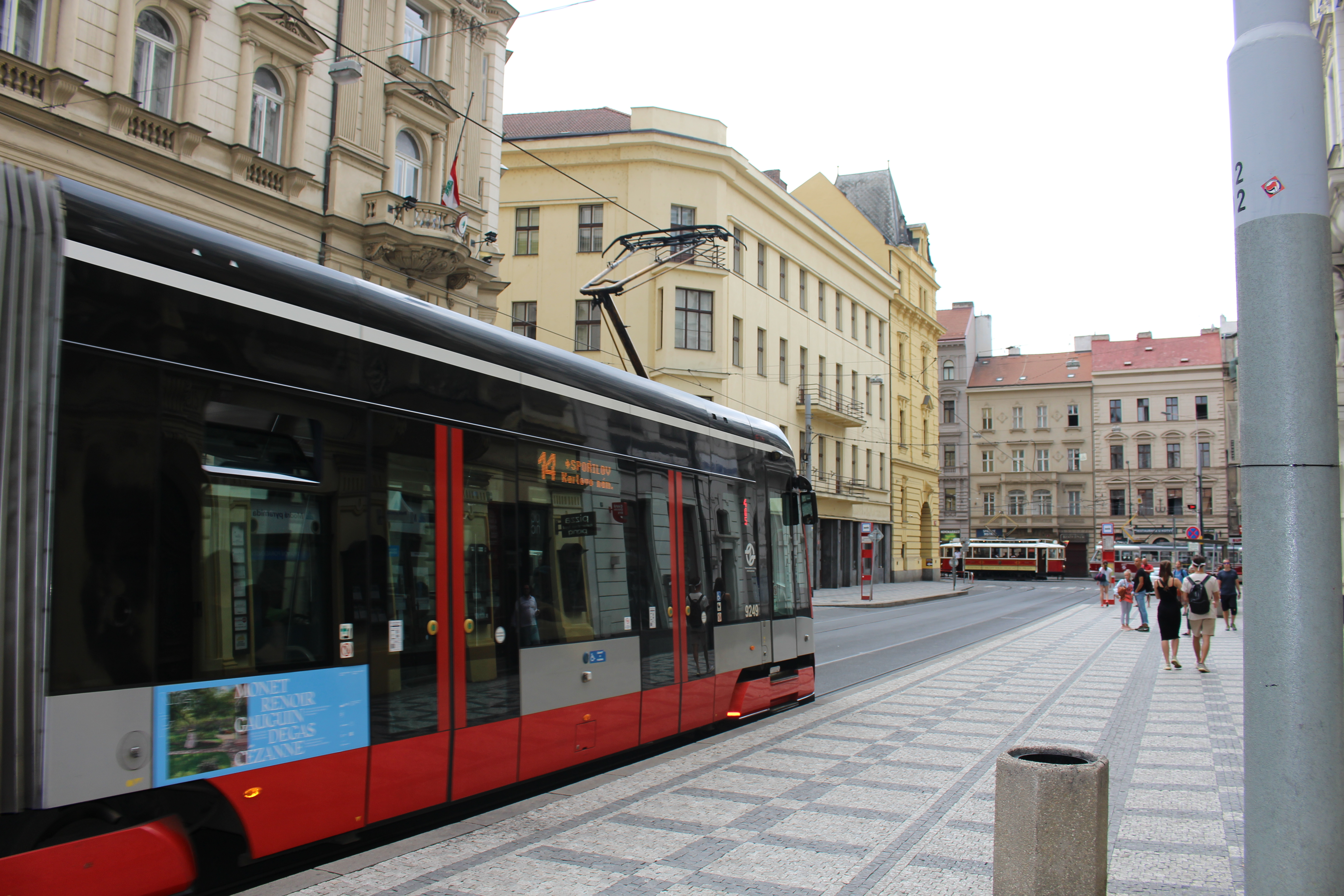
Typický dopravní ruch

## Popis ulice
Lazarská ulice vychází z křižovatky s ulicemi Jungmannova a Vodičkova a končí křižovatkou se Spálenou ulicí. V celé její délce je vedena dvoukolejná tramvajová trať spojující Senovážné náměstí, Václavské náměstí se Spálenou ulicí. Jsou zde umístěny tři tramvajové zastávky (dvě stálé a jedna občasná). Po rekonstrukci tramvajové tratě a ulice v roce 2014 jsou koleje v asfaltovém zákrytu a chodníky jsou dlážděny takzvanou pražskou mozaikovou dlažbou. Zároveň v témže roce byly zastávky bezbariérově upraveny a zastávka směrem do centra přesunuta do nové polohy. Z tramvajových zastávek je možný přestup na metro, do stanice Národní třída. Výtah je umístěn v ulici Magdalény Rettigové.

Od 3. listopadu 1985 se v ulici nachází centrální přestupní bod pražských nočních tramvajových linek. 

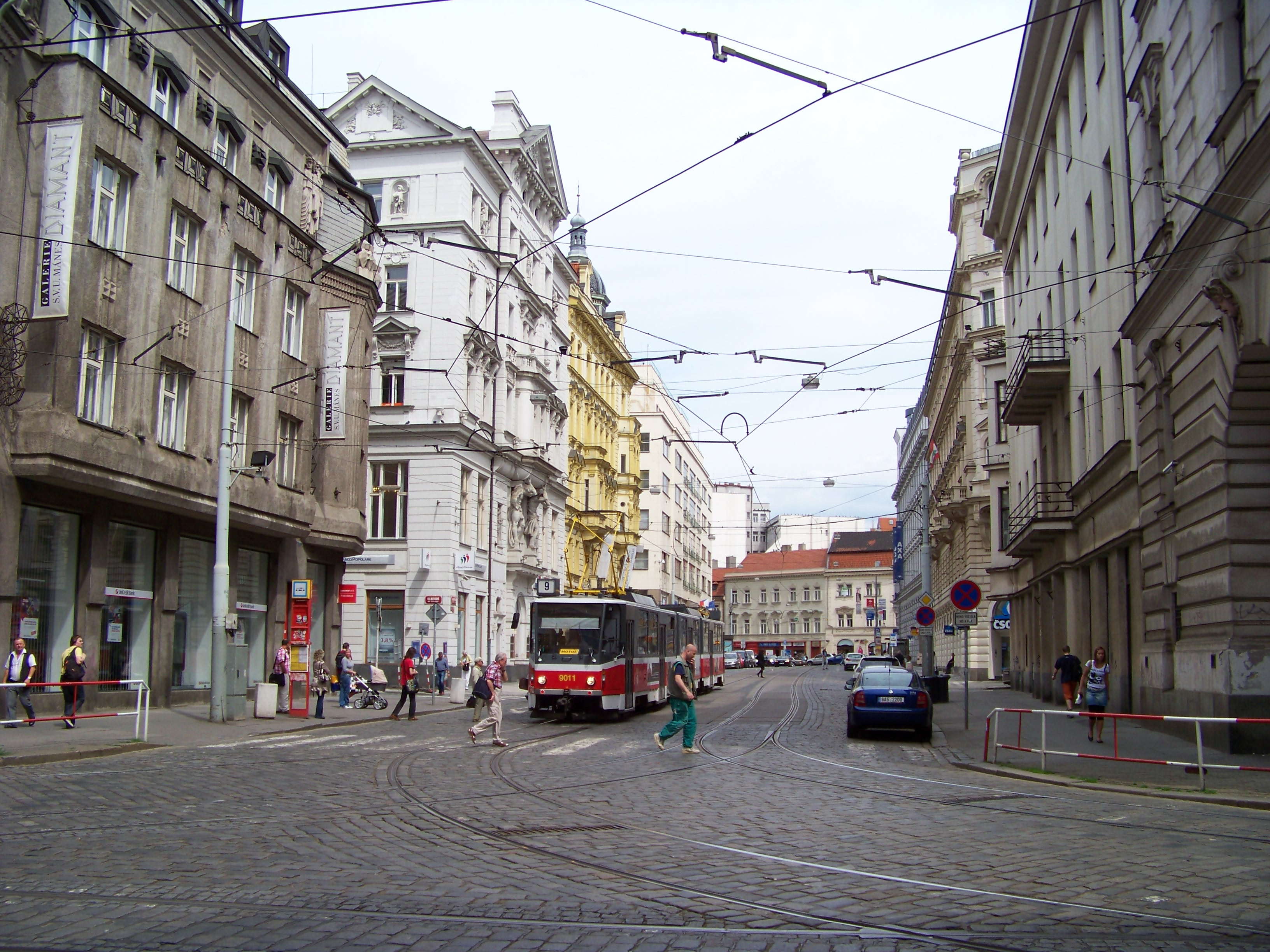
Lazarská ulice před rekonstrukcí a přesunutím zastávky
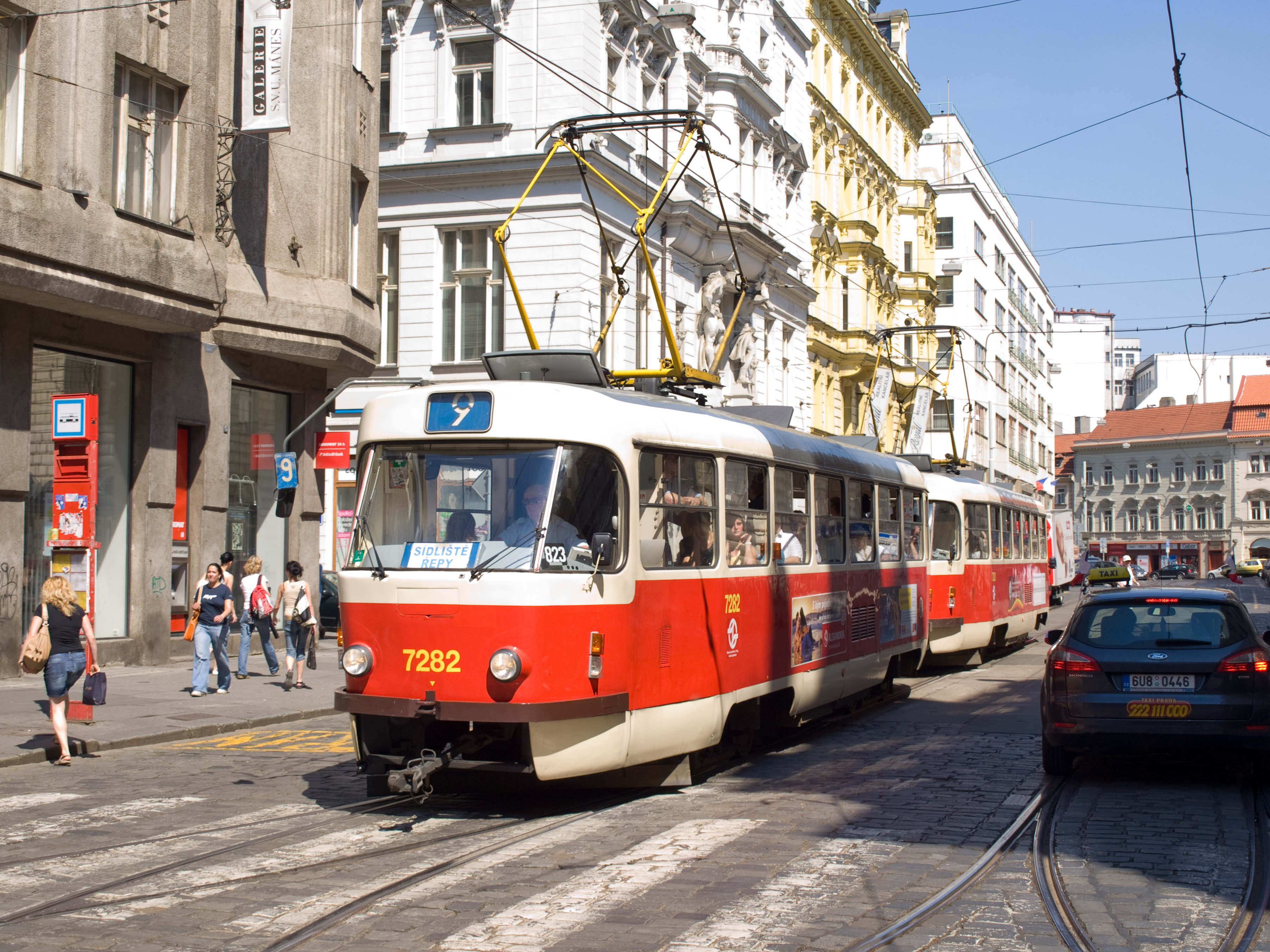
Původní umístění zastávky Lazarská (směr Karlovo náměstí/Národní třída)
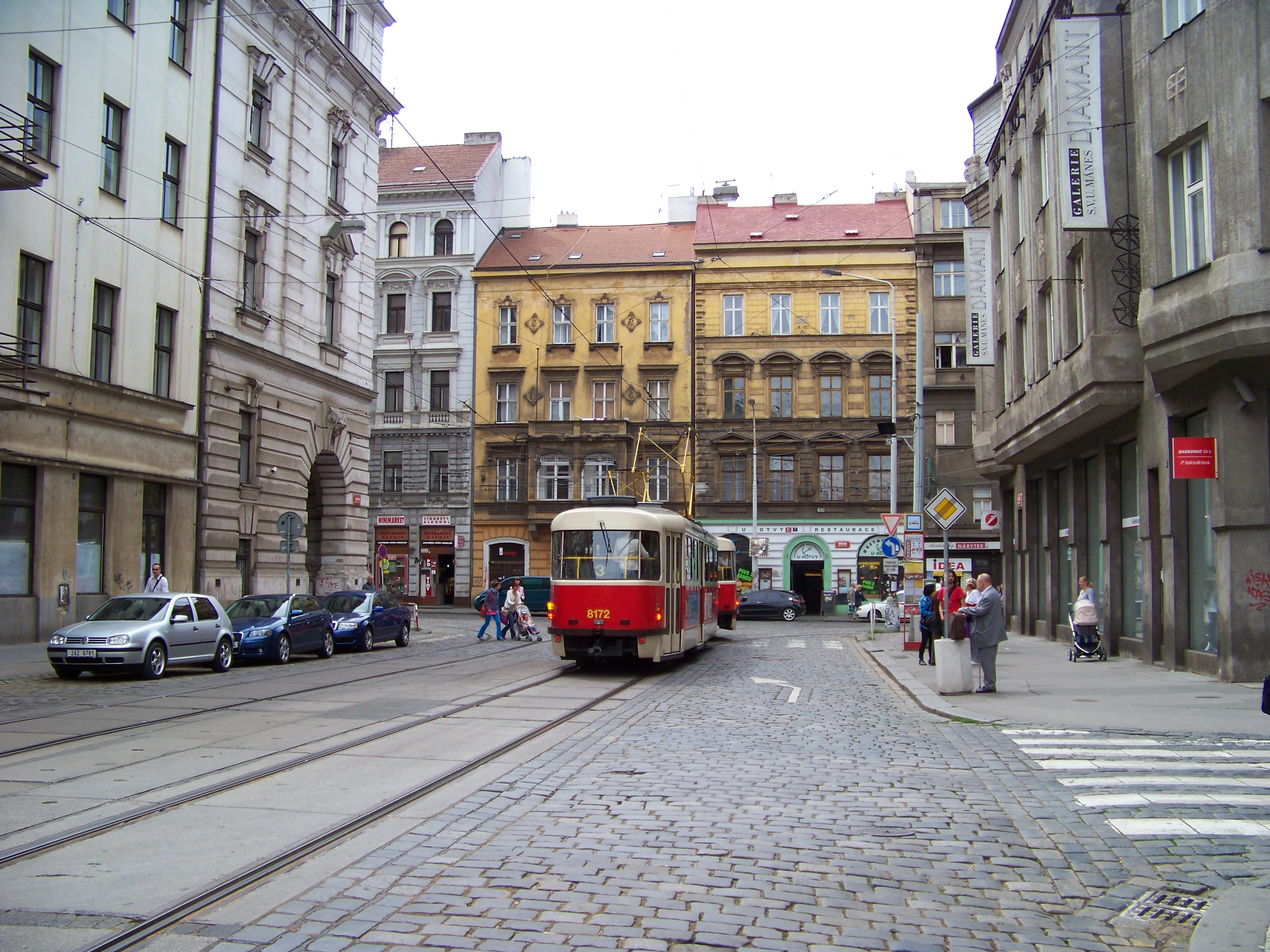
Tramvajová trať byla před rekonstrukcí tvořena velkoplošnými panely BKV
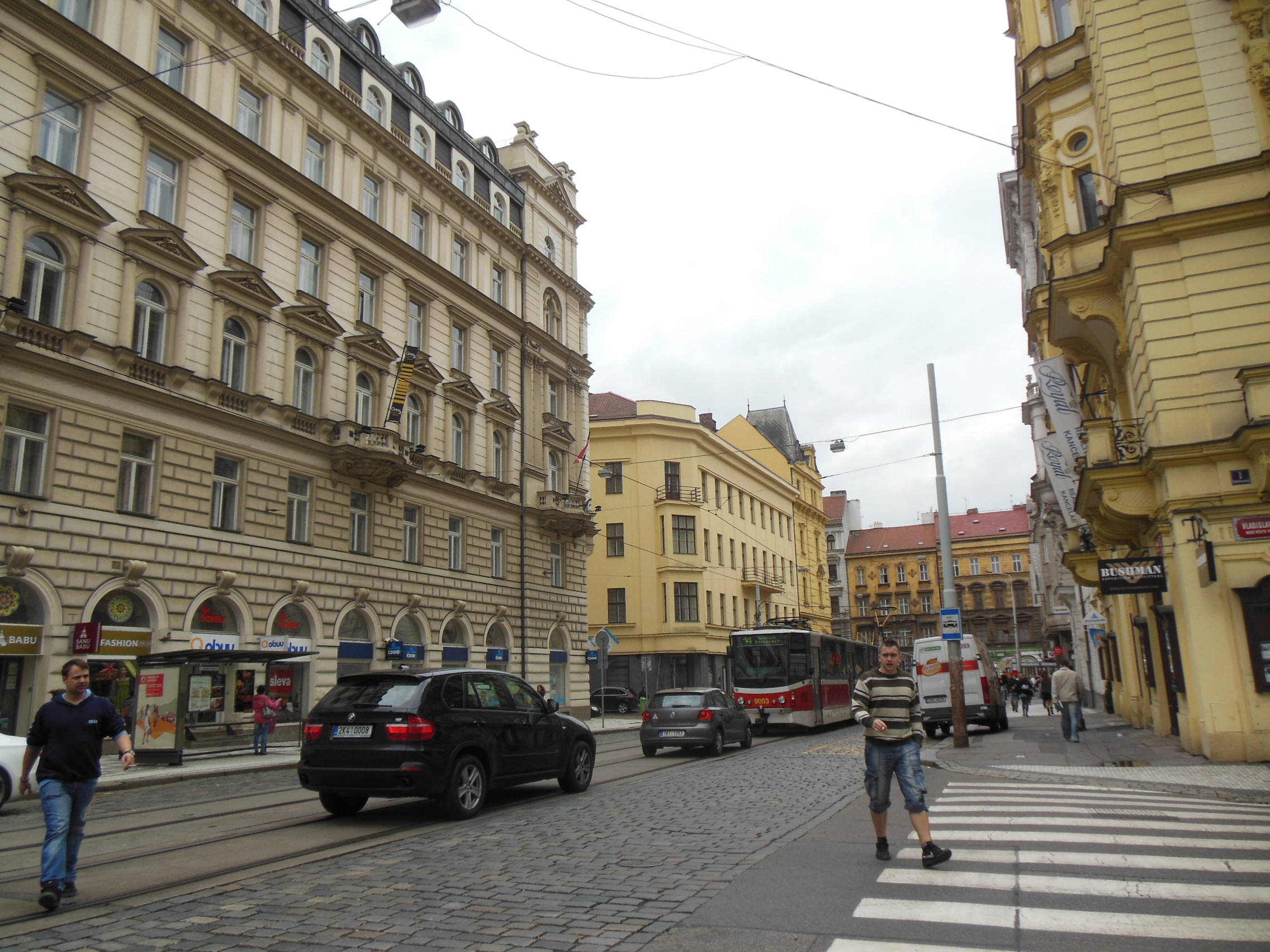
Lazarská ulice před rekonstrukcí
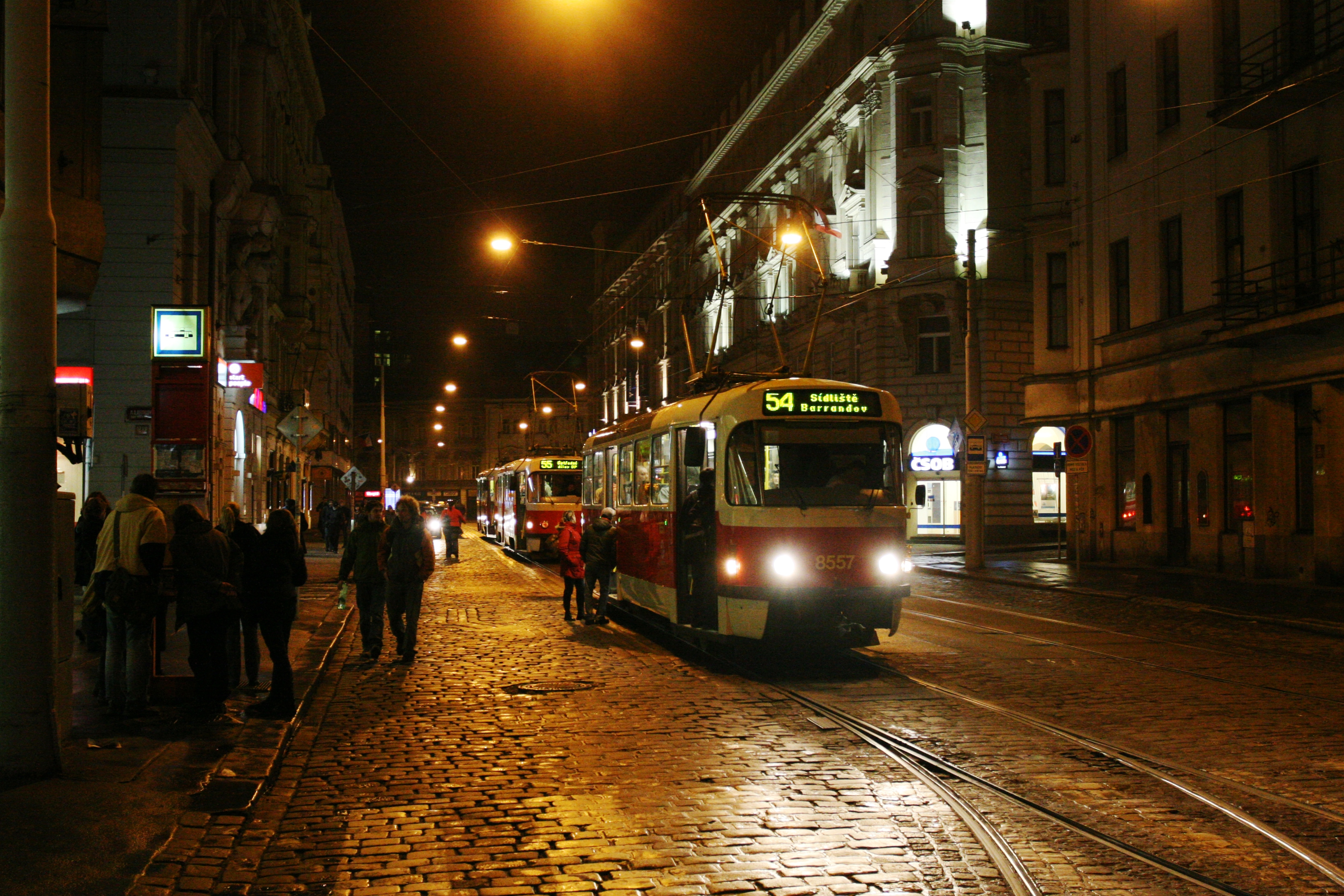
Centrální přestupní bod (před rekonstrukcí)
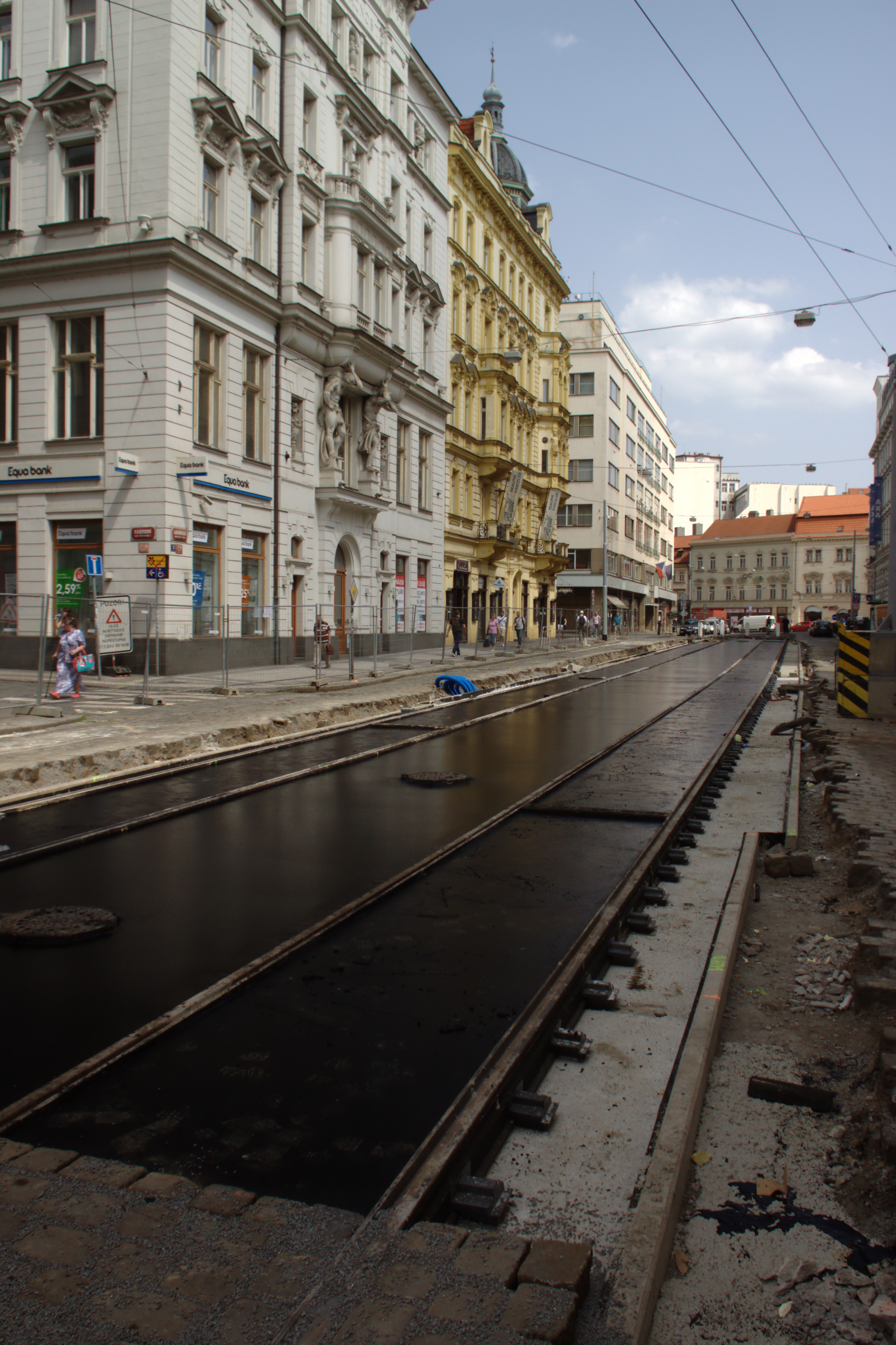
Lazarská v době rekonstrukce
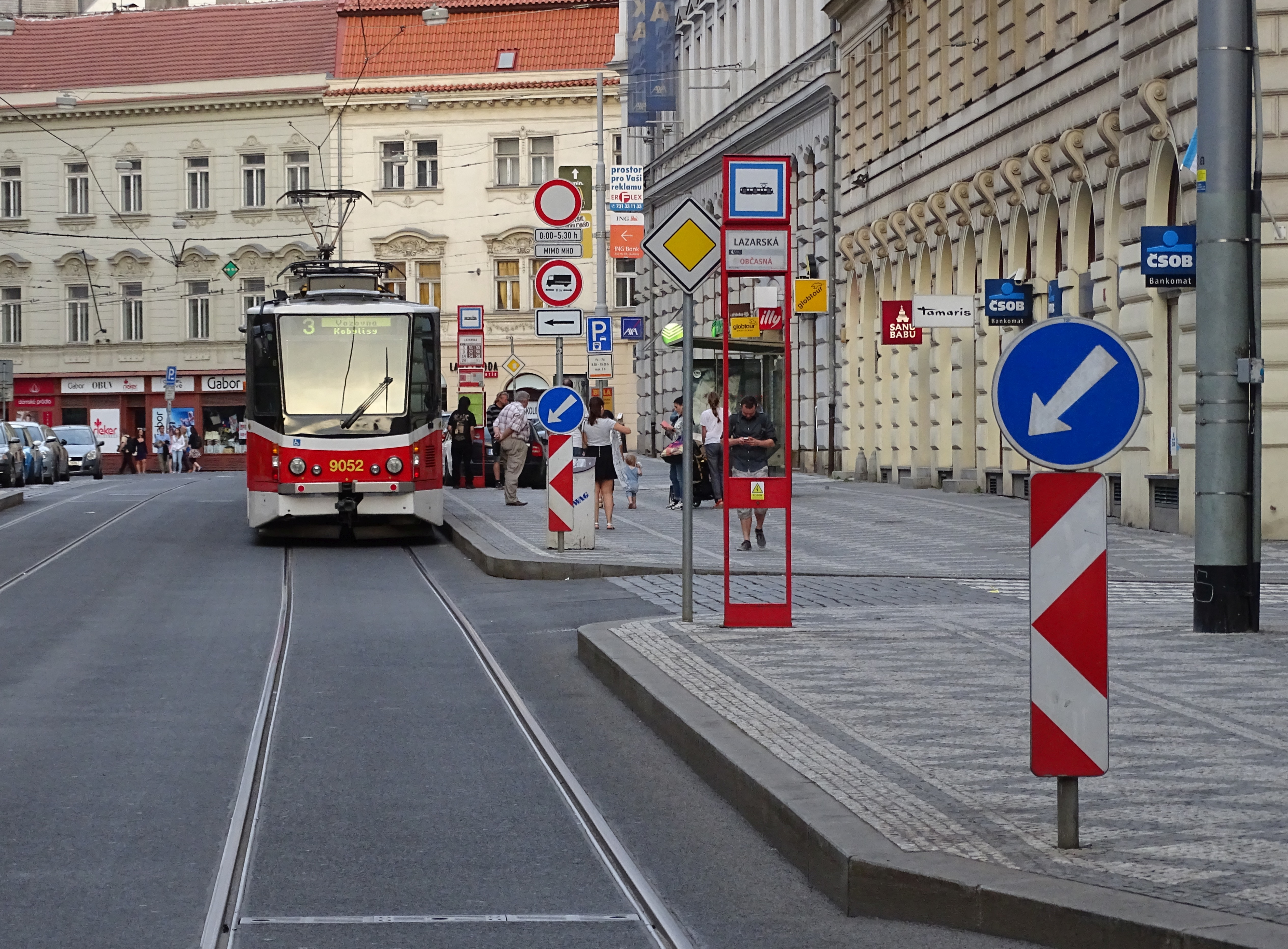
Občasná zastávka Lazarská (směr Vodičkova)
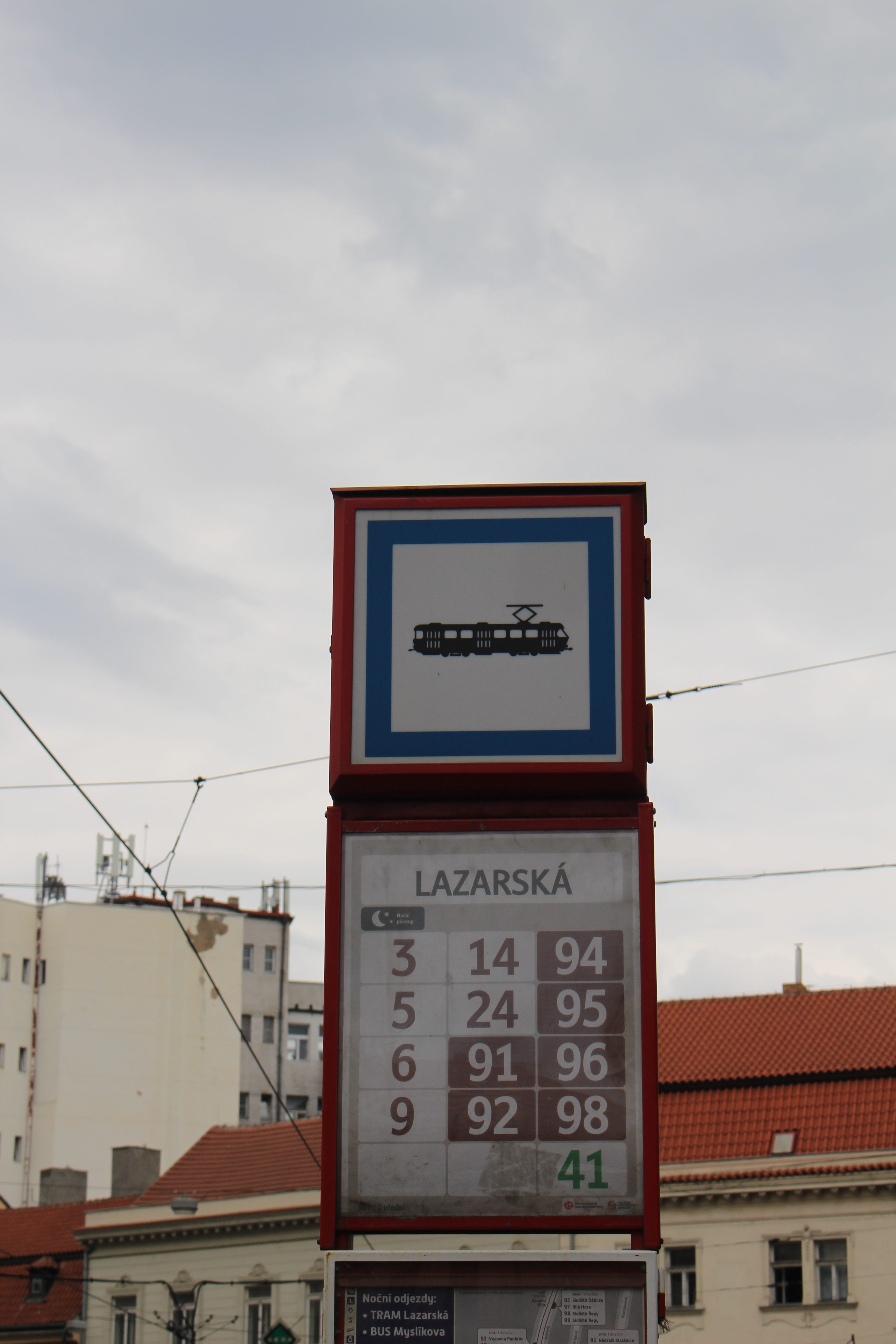
Tramvajová zastávka – směr Vodičkova/Václavské náměstí
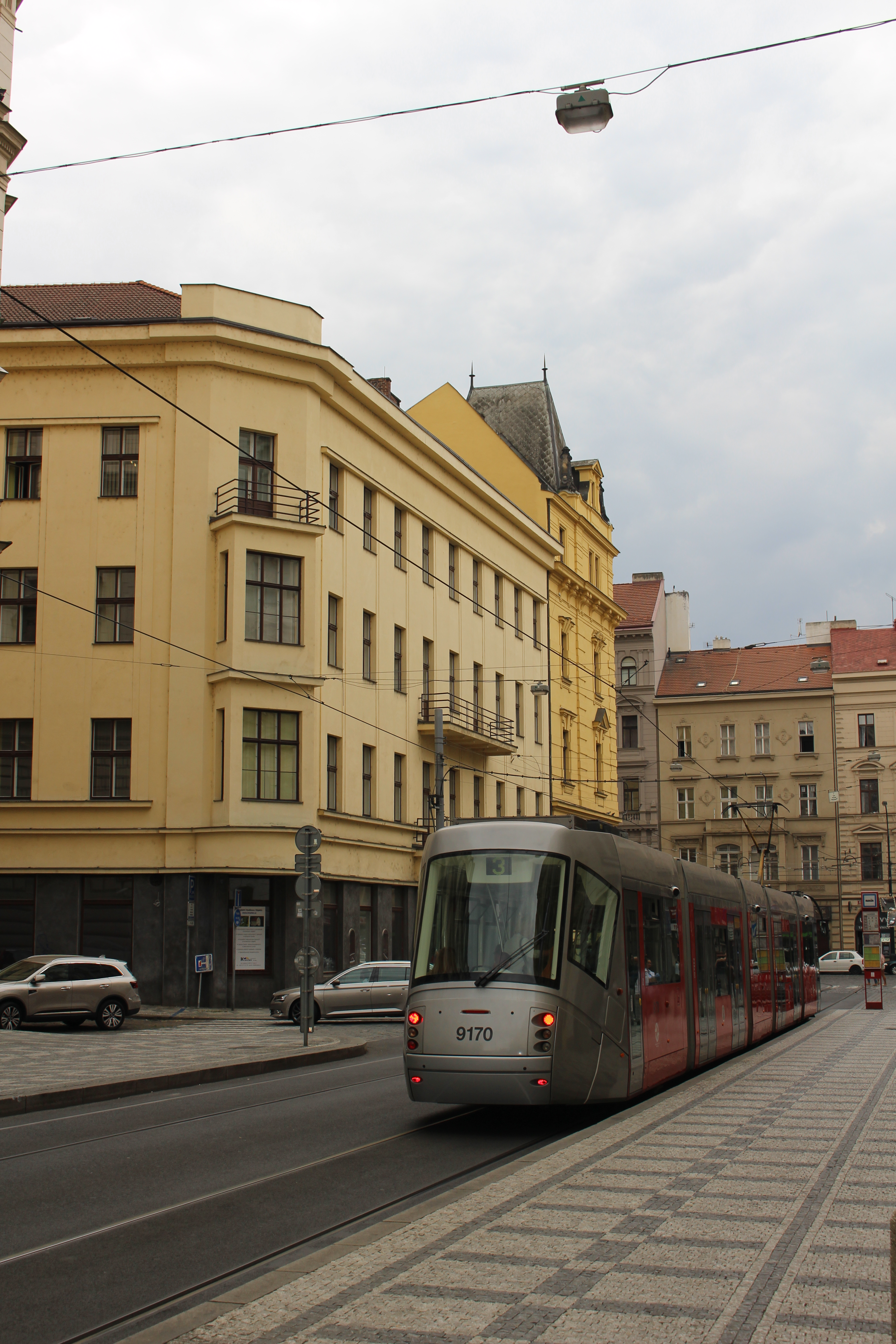
Tramvajová zastávka Lazarská (směr Karlovo náměstí/Národní třída) v nové poloze

## Domy a jiné významné stavby v Lazarské ulici
- Kostel svatého Lazara (zrušen v roce 1788, zbořen v roce 1901) – kostel, který dal ulici současné pojmenování; při špitálu malomocných[9]
- Dům Diamant – kubistický nárožní obytný dům, ve spodních patrech s obchodními prostory (nacházela se zde prodejna Tuzexu) – (Lazarská čp. 82/1 x Spálená čp. 82/4 x Magdalény Rettigové čp. 82/1)
- Spolkový dům "Domácnost" – nárožní dům (Lazarská čp. 1718/3 x Magdalény Rettigové čp. 1718/2) – hlavní průčelí budovy směřuje do Lazarské ulice
- Bývalý dům Báňské a hutní společnosti – nárožní dům – (Lazarská čp. 15/7 x Vladislavova čp. 15/2) – hlavní vchod směřuje do Lazarské ulice
- Nájemní a spolkový dům – nárožní dům (Lazarská čp. 11/6 x Omladinářů čp. 11/1) – hlavní vchod z Lazarské ulice
- Městský soud – do samotné Lazarské zasahuje pouze roh domu – (Lazarská čp. 6/2[10] x Spálená čp. 6/2)

### Kostel svatého Lazara (zrušený)
Kostel svatého Lazara stál v místech dnešních budov pražského Městského soudu. Své pojmenování získal v roce 1281, badatelé se však domnívají, že kostel v těchto místech stál již o mnoho let dříve. Z důvodu moru, který vypukl díky hladu, byly vykopány u kostela dvě šachty na mrtvoly. Do každé bylo naházeno na tisíc nebožtíků. U kostela byl dvůr se špitálem malomocných, který během husitských válek zanikl. Po husitských válkách patřil kostel novoměstských řezníkům. V roce 1515 byl u kostela pohřben řezník, bývalý konšel a primas, Zikmund Hůlka. V roce 1788 byl kostel odsvěcen, a i přes protesty Společnosti přátel starožitností, v červnu roku 1901 zbourán.

### Nájemní a spolkový dům (Lazarská čp. 11/6)
Nájemní a spolkový dům byl vystavěn v letech 1895–1896 podle projektu Františka Škabrouta. Stavbu realizovala stavební firma Václava Nekvasila. Kolaudace budovy navazovala na demolici přilehlých Masných krámů, v rámci asanace a úprav Lazarské ulice. Ve 20. letech 20. století byla realizována přestavba budovy, zahrnující zvýšení obou křídel budovy o páté nadzemní podlaží a podkroví, a zároveň k nároží byly přidány atiky s rondokubistickými nástavci. V nočních hodinách je budova nasvícena.
Jedná se o novorenesanční budovu s pěti nadzemními podlažími a kompletním podsklepením (včetně dvora). Budova se skládá ze dvou třítraktových křídel směrem do ulice, jednotraktového křídla směrem do dvora budovy a na ně navazující nižší jednotraktové budovy, postavené do půdorysu písmene L. Budově dominuje trojboký rizalit, který ve druhém až čtvrtém nadzemním podlaží nese čtyřboký arkýř s hranami na konzolách, mezi kterými je plastika draka s křídly připravenými k letu, který drží znak Nového Města pražského. Ve druhém a pátém nadzemním podlaží, které budova získala až při přestavbě v letech 1921–1923, se nacházejí půlkruhem klenutá trojkřídlá okna. Naopak v prvním, třetím a čtvrtým nadzemním podlaží jsou umístěna trojkřídlá obdélníková okna. Okna v podkroví jsou lunetová, umístěná v oplechovaných rámcích. V přízemí jsou umístěny půlkruhem klenuté prosklené výklady obchodních prostor a je zde též situován průjezd do dvora budovy. Ve druhém nadzemním podlaží jsou situovány tři balkóny, pod nimiž je na konzolách znázorněn znak řeznického lva. Okna i balkóny druhého nadzemního podlaží jsou krytá trojúhelníkovými frontony s plastickým vyobrazením hlavy římského boha Merkura.

V současné době (2019) se v budově nachází velvyslanectví Libanonské republiky. V přízemí jsou umístěny obchody a bankomat. 

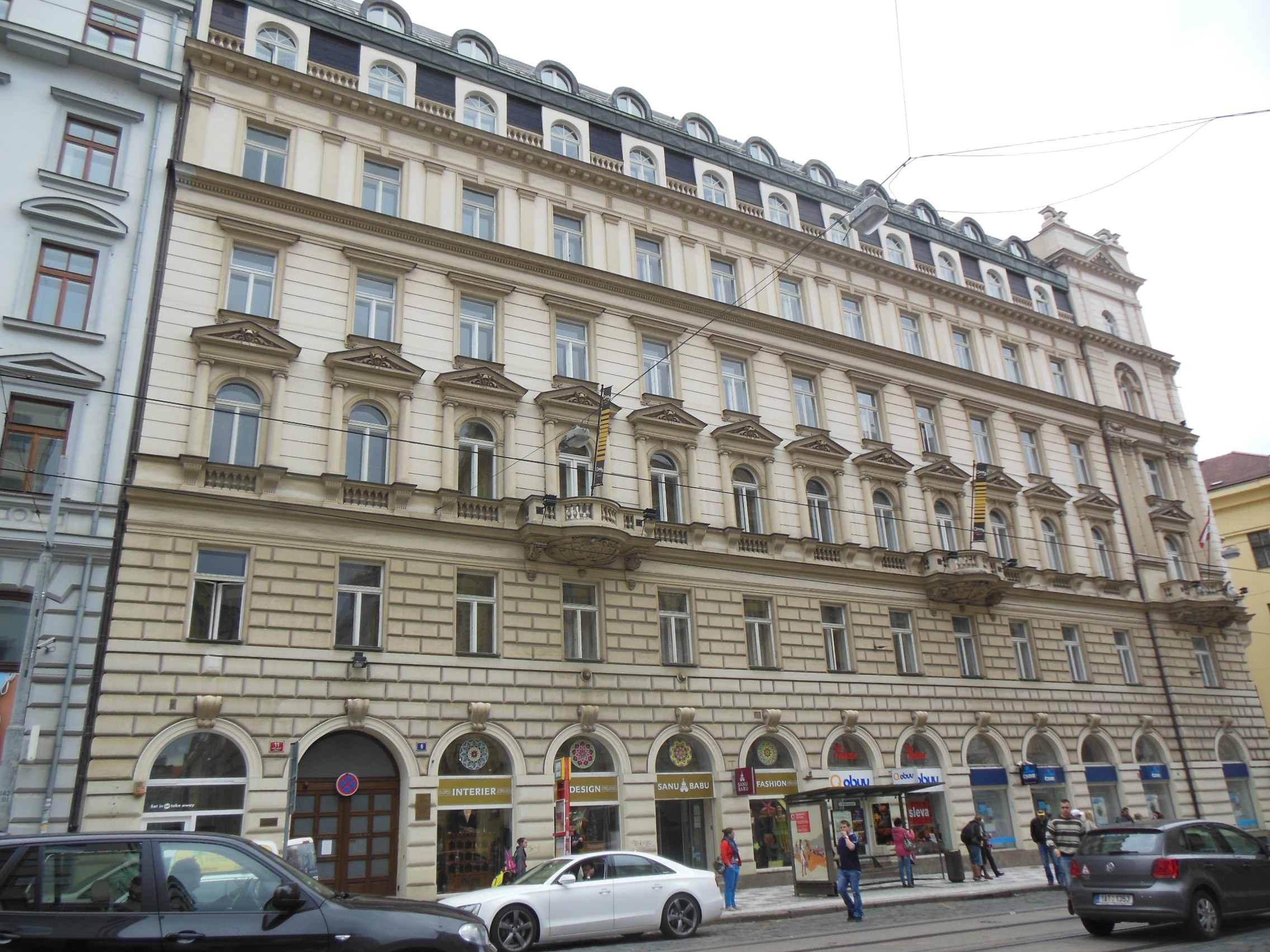
Nájemní a spolkový dům
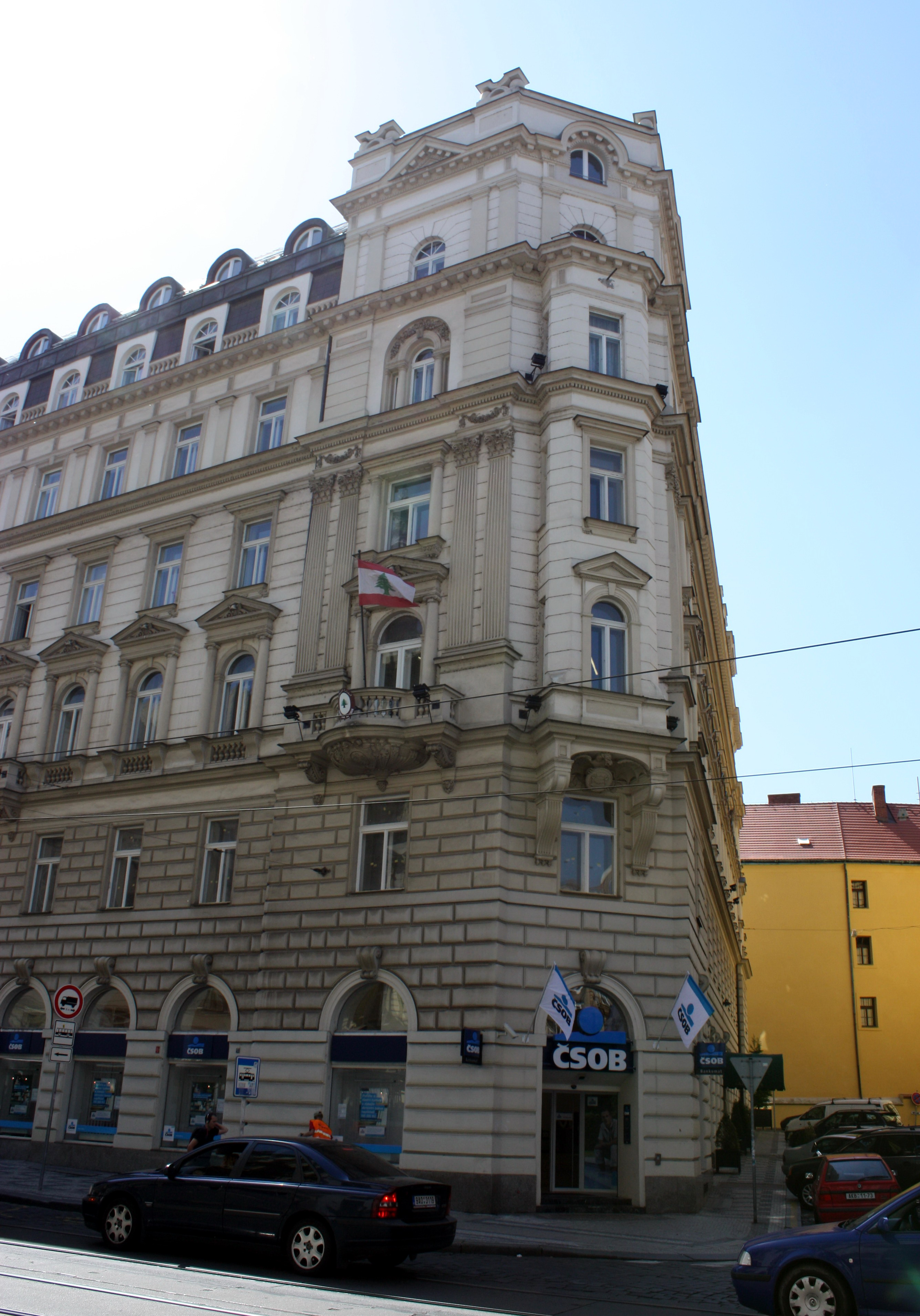
Velvyslanectví Libanonské republiky
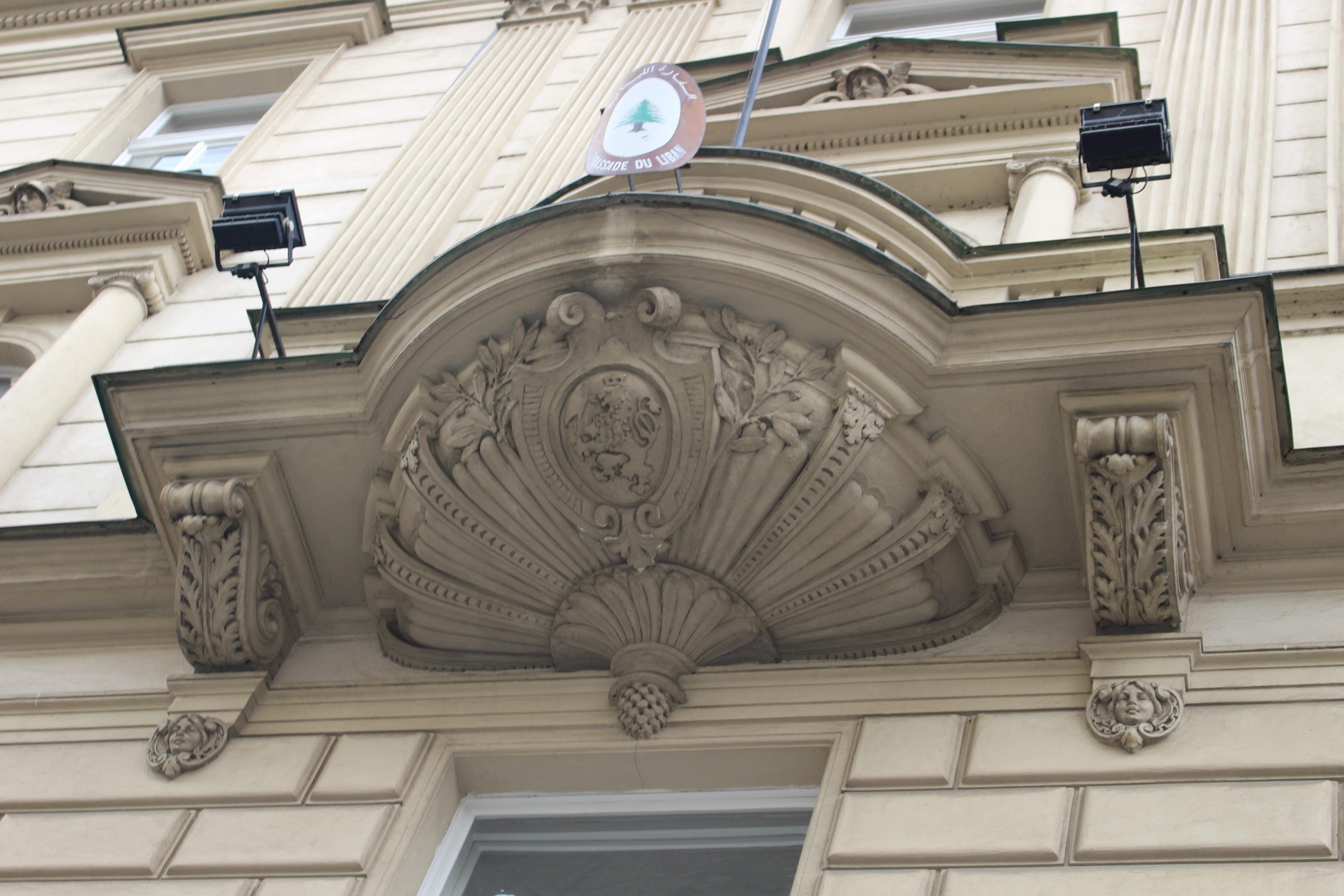
Řeznický lev
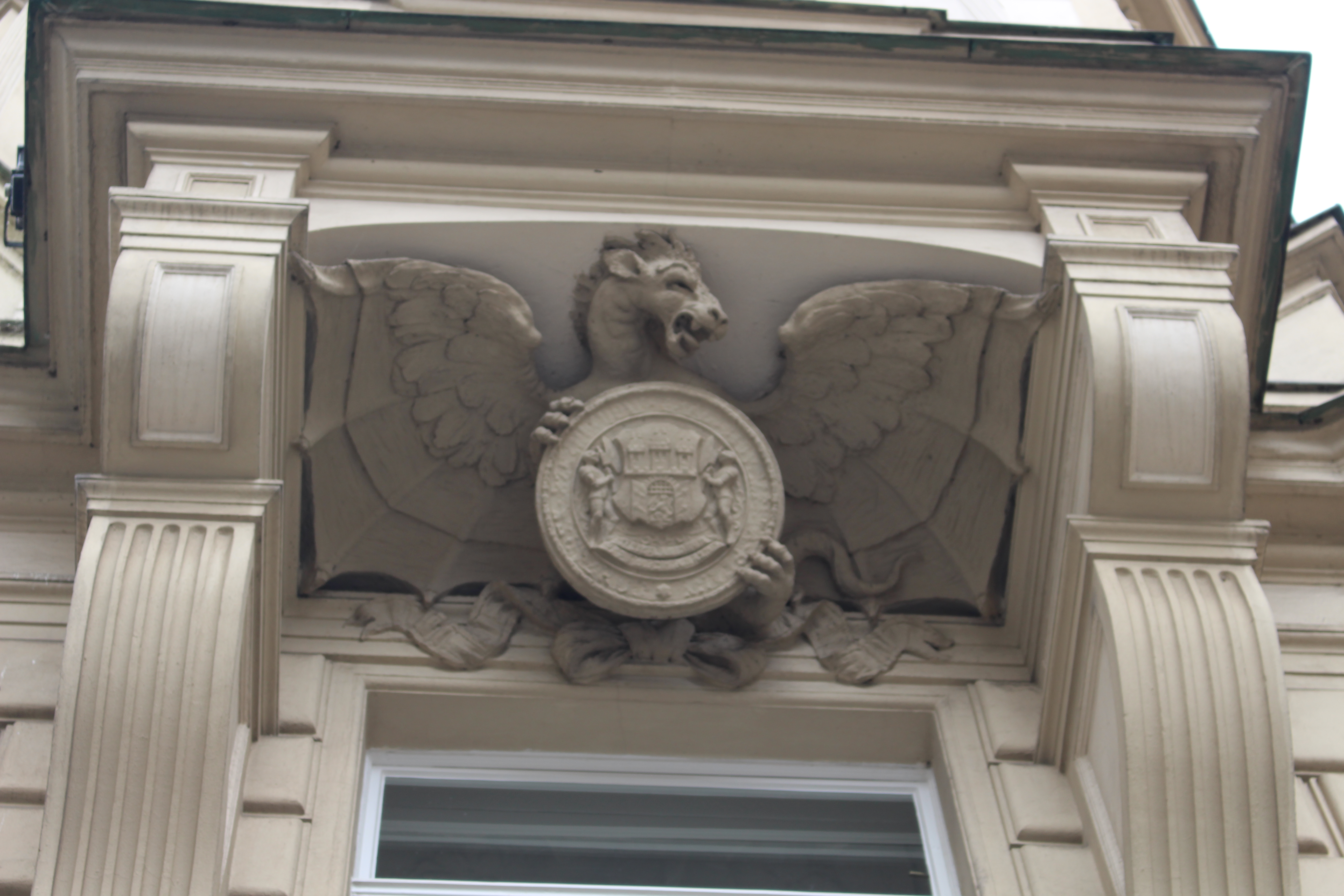
Drak se znakem Nového města pražského
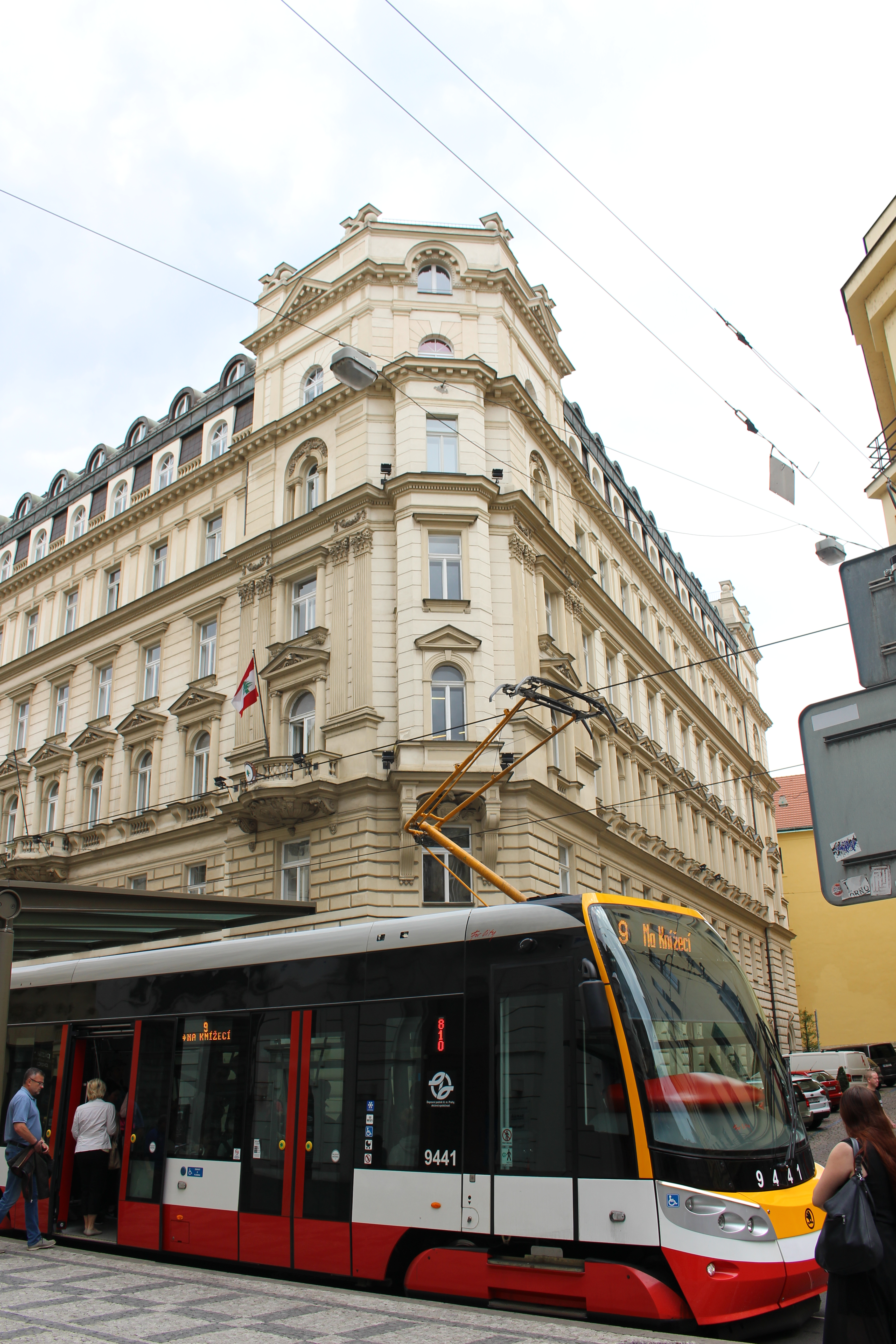
Pohled z ulice Magdalény Rettigové

### Spolkový dům "Domácnost" (Lazarská čp. 1718/3)
Spolkový dům "Domácnost" byl vystavěn v letech 1898–1899 podle projektu Josefa Bláhy. Stavba byla realizována v rámci úprav a asanace Lazarské ulice na pozemku bývalého trinitářského kláštera. Ve 30. letech 20. století proběhla funkcionalistická úprava výkladních skříní budovy, která však byla koncem třicátých let odstraněna. Ve druhé polovině 50. let 20. století došlo k vestavbě kanceláří a vikýřů do podkrovních prostor budovy. Součástí budovy byla původně i železná markýza, která kryla hlavní vchod. Budovu vlastnil spolek "Domácnost," který zde zřídil Českou školu kuchařskou, spolkové místnosti a velké byty. V budově žil rada Ed. Weyr a spisovatel Jan Kučera.
Jedná se o novobarokní čtyřpodlažní podsklepenou budovu s mansardovým podkrovím, s prvky secese. Dle původních plánů firmy Stark a Gregor měla být budova vystavěna ve stylu české renesance. Budova se skládá ze dvou křídel se dvěma vchody, střecha je sedlová a mansardová. Hlavnímu průčelí budovy dominuje střední rizalit, který je zakončen trojúhelným tympanonem v pozadí s atikou. V tympanonu je letopočet kolaudace (1899). V rizalitu nad hlavním vchodem do budovy se nachází dvojice Atlasů, podpírající střední arkýř ve druhém nadzemní podlaží. Přízemí budovy se vyznačuje hlavním polokruhově zakončeným vchodem, dvěma vedlejšími obdélníkovými vchody a obdélníkovými výklady. Reprezentativní účely prvního nadzemního podlaží jsou zdůrazněny výškou a šířkou oken a dekorativními vázami ve výklencích po obou stranách středového okna. Ve druhém, třetím a čtvrtém nadzemním podlaží jsou umístěna trojkřídlá okna, ve druhém podlaží jsou boční okna zakončena trojúhelníkovými frontony, naopak středová okna mají pod parapetem balustrády. V středové části třetího nadzemního podlaží je situován balkón s balustrádovým zábradlím. Ve čtvrtém nadzemním podlaží je ve středové části dekorativní váza, naopak v bočních částech jsou mezi okny umístěny dekorativní plastiky v nikách. Nad středovými okny čtvrtého podlaží je ve vlysu umístěn název spolku "Domácnost." Štukový dekor budovy (například rostlinné motivy) je secesní.
Vstupní chodba budovy, vedoucí do vestibulu, je bohatě štukově vyzdobená, s přístupem k trojramennému schodišti do reprezentačních místností v první podlaží.

K roku 2019 se v přízemí budovy nacházela banka a kavárna. 

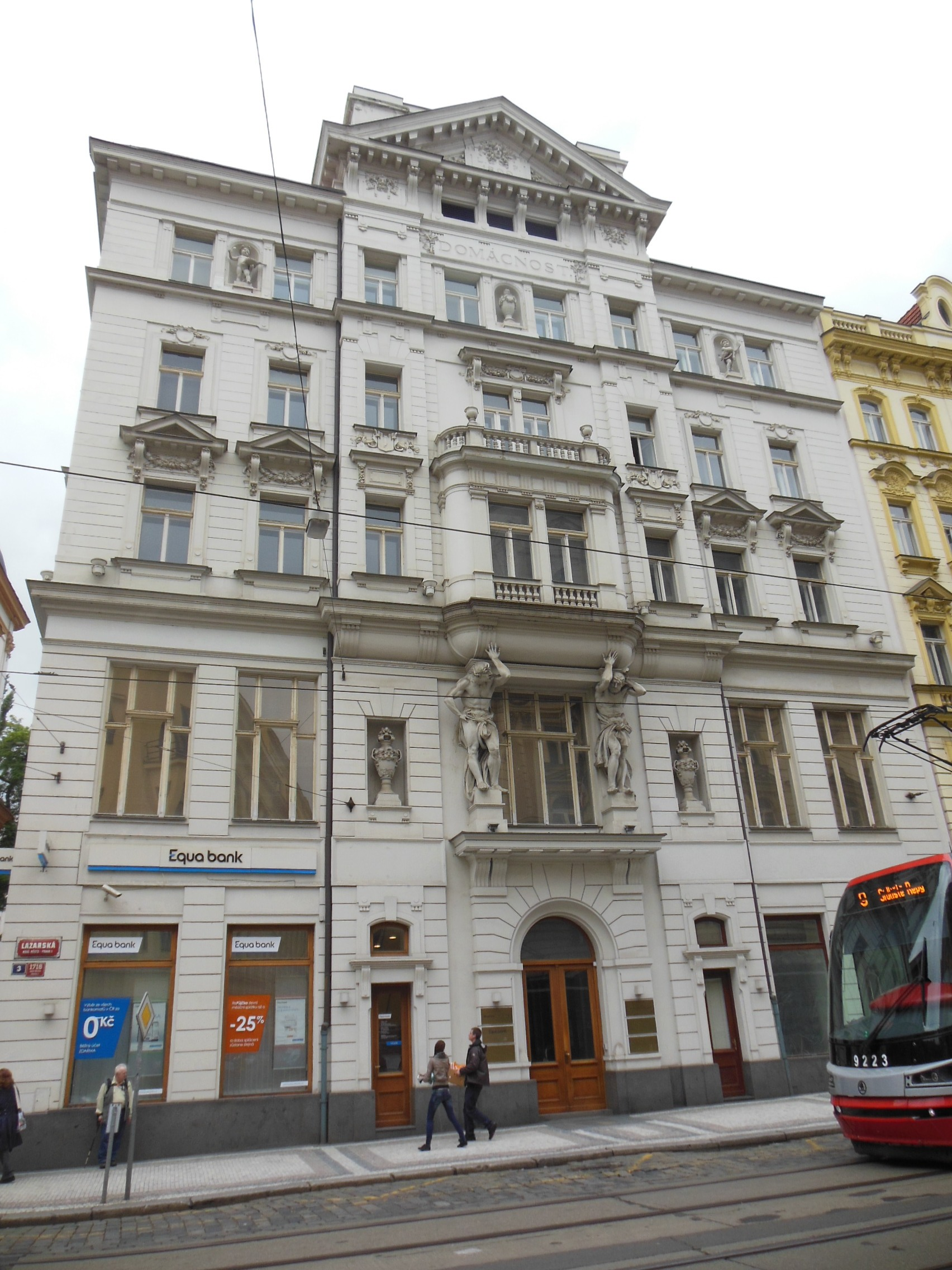
Spolkový dům "Domácnost"
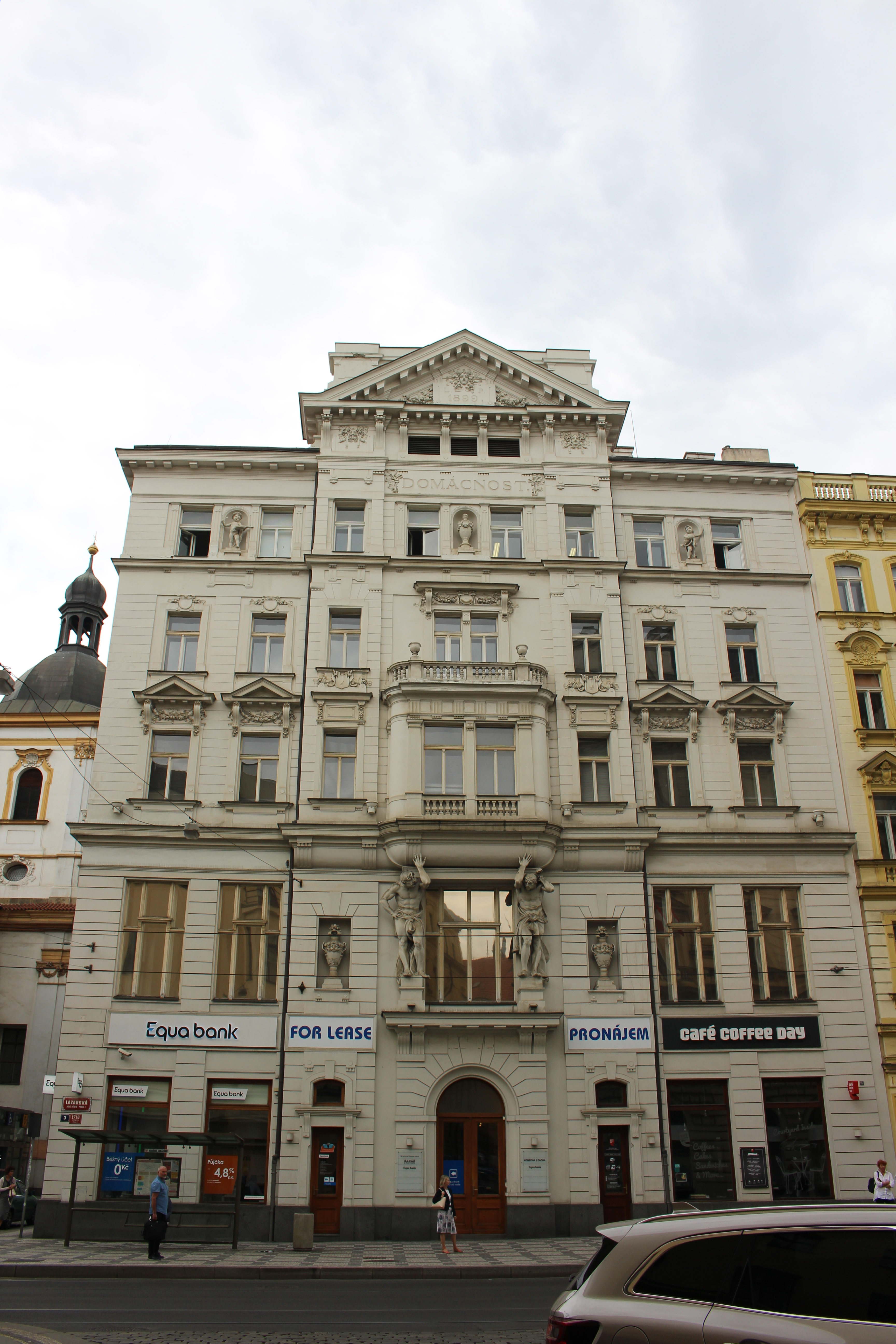
Spolkový dům v pozadí s kostelem Nejsvětější trojice
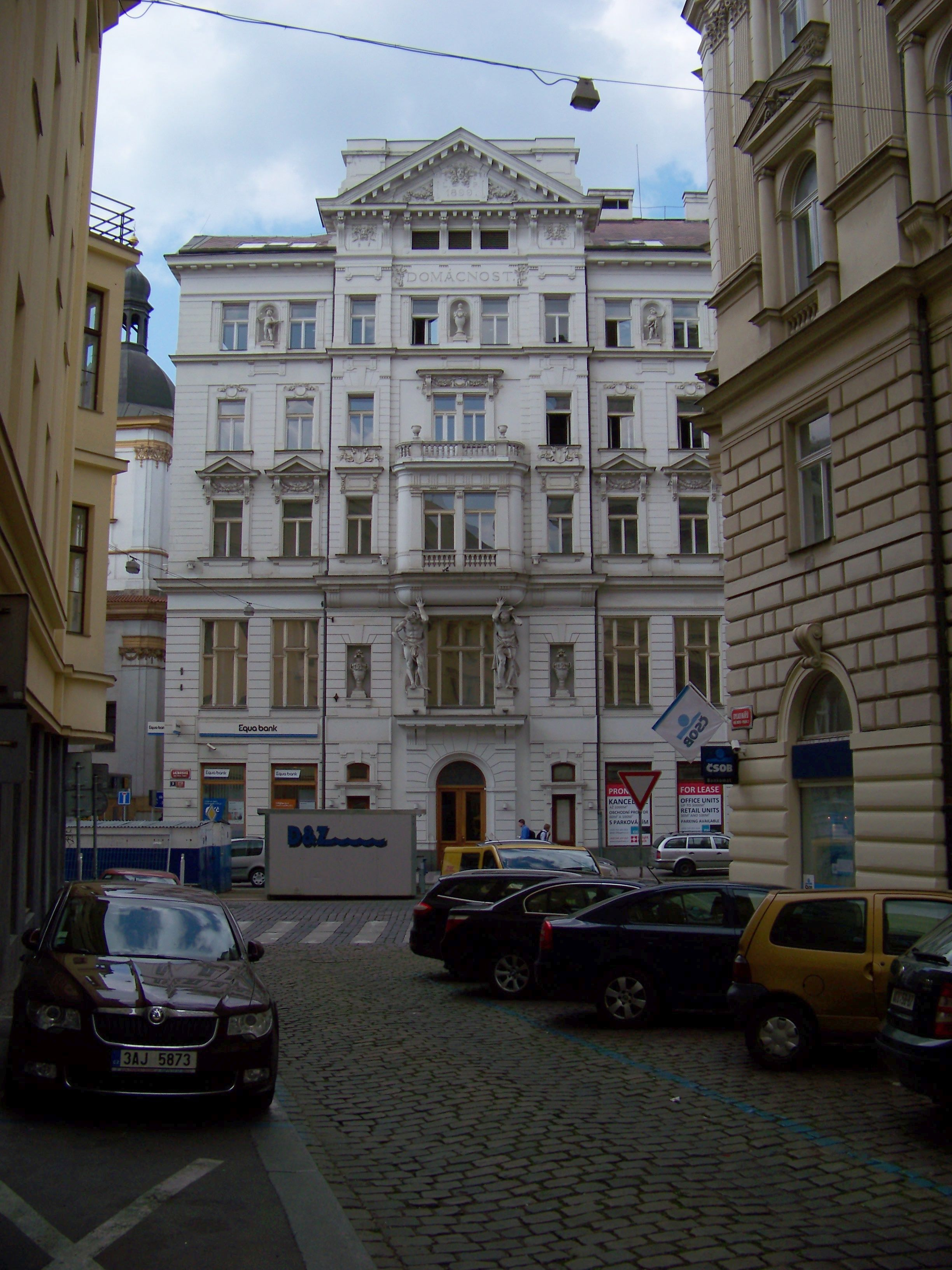
Spolkový dům "Domácnost" v pohledu z ulice Omladinářů
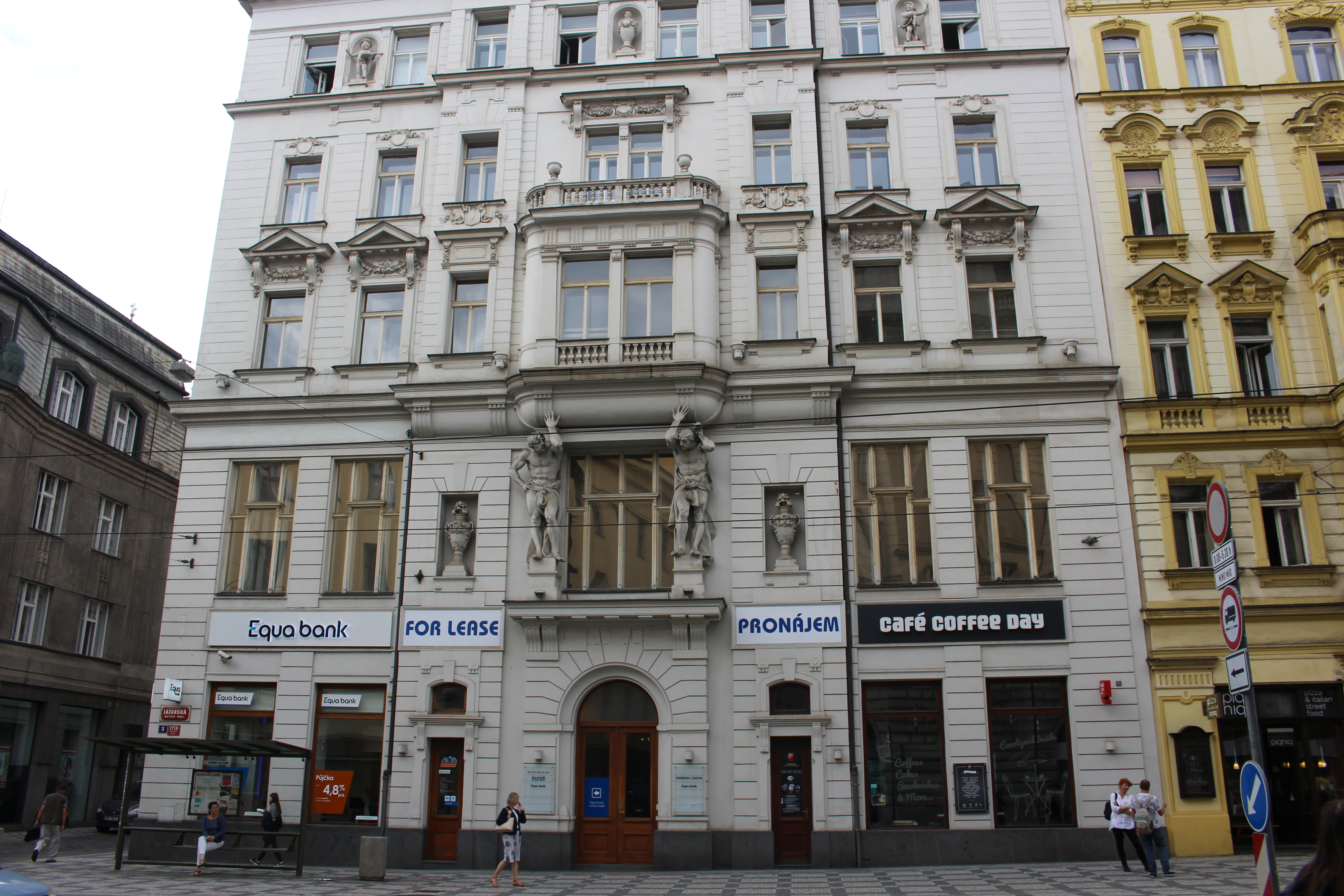
Detail na spodní patra budovy
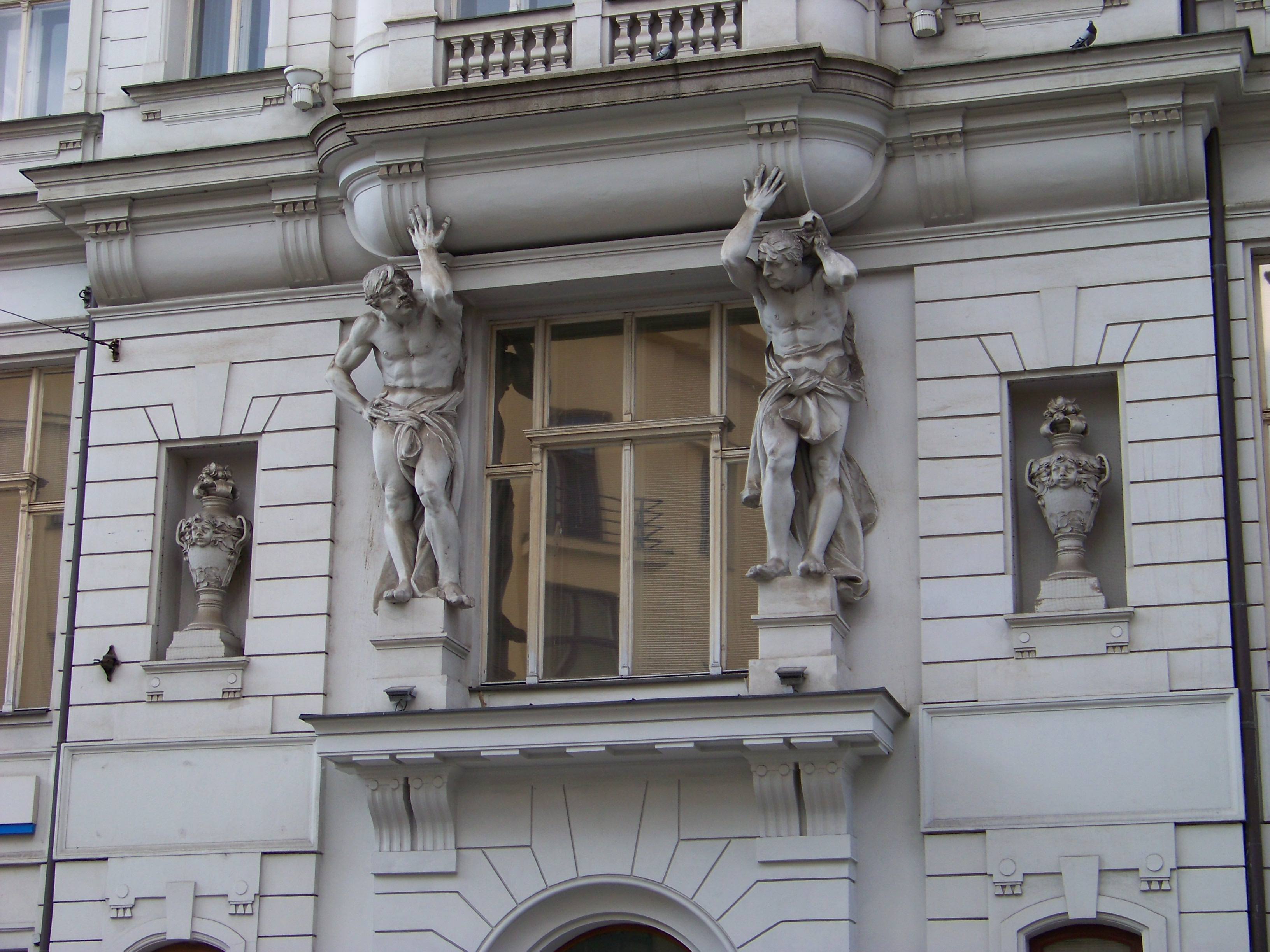
Detail dvojice Atlasů
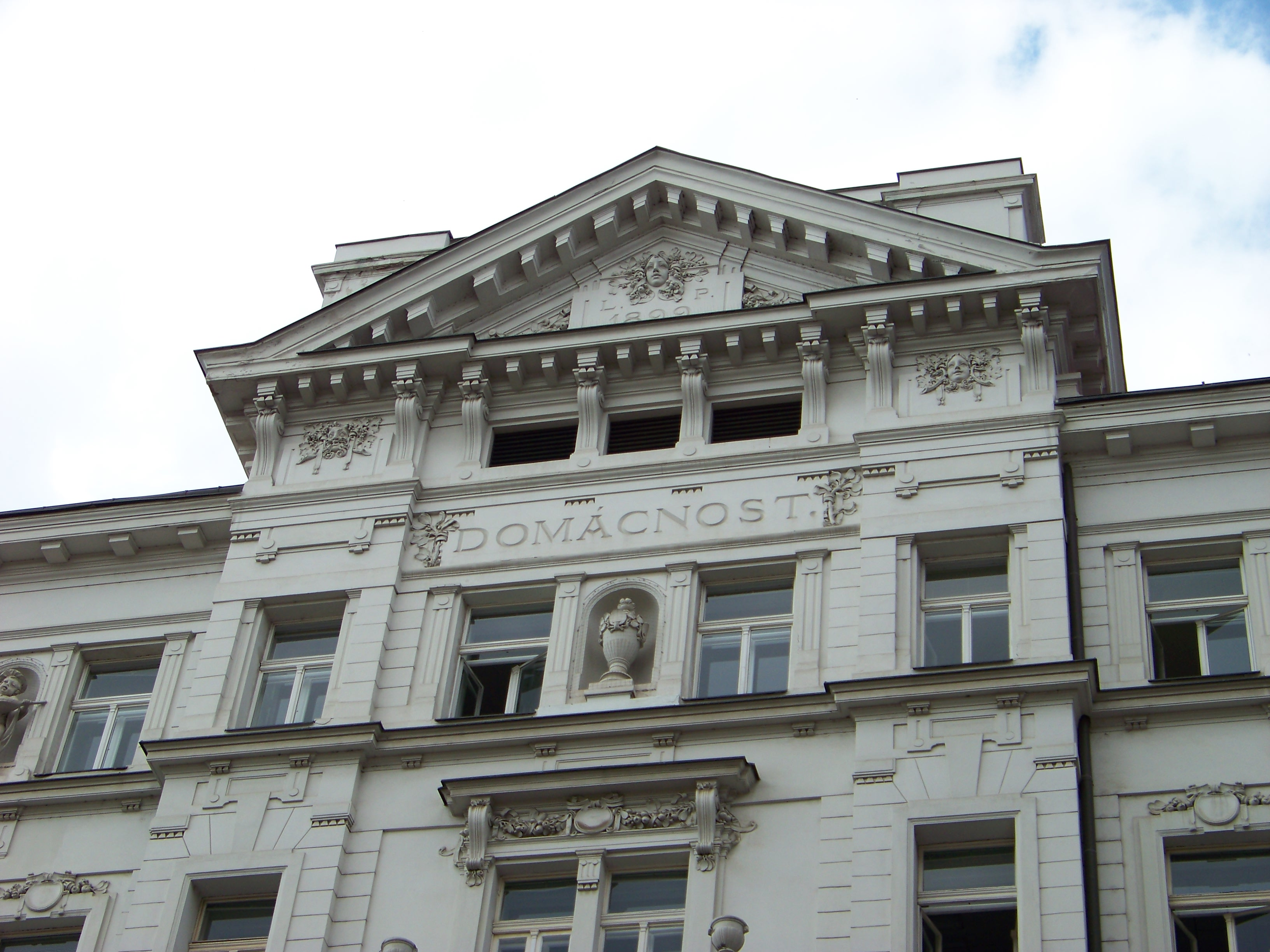
Detail vlysu s nápisem "Domácnost"
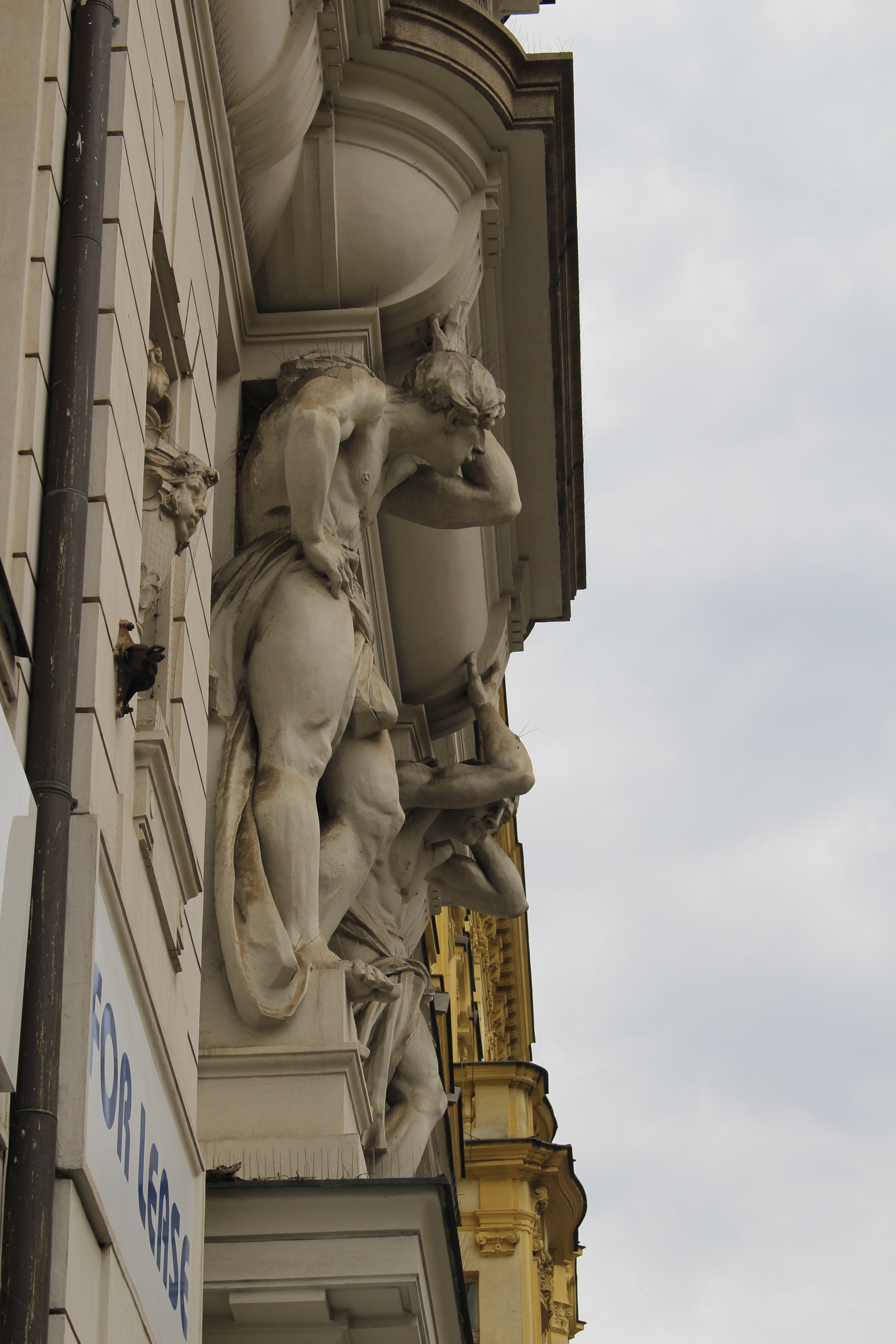
Atlas

### Bývalý dům Báňské a hutní společnosti (Lazarská čp. 15/7)
Bývalý dům Báňské a hutní společnosti byl vystavěn v letech 1928–1930 podle projektu pražského funkcionalistického architekta Josefa Karla Řihy. Budova nahradila původní renesanční dům čp. 15 a dům čp. 16 ve stylu pozdního barokního klasicismu. Zajímavostí je, že druhý zmíněný objekt patřil hlubocké větvi Schwarzenberků. Stavbu realizovala stavební firma architekta Rudolfa Stockara. V průběhu 20. století prošla budova mnoha úpravami, mimo jiné i nástavbou sedmého nadzemního podlaží. V suterénu budovy se nachází divadlo, ve kterém ve 40. letech 20. století působil Vlasta Burian. Po roce 1945 budovu využívaly státní instituce.
Jedná se o sedmipodlažní funkcionalistickou obchodní a kancelářskou, podsklepenou budovu, uzavírající blok budov mezi Jungmannovou a Vodičkovou ulicí. Budova má obdélníkový půdorys se zaoblením na křižovatce Lazarské a Jungmannovy ulice. Průčelí do Lazarské ulice je charakterizované sedmi pilíři, podpírajících konstrukci budovy. Ze středu budovy vychází do Lazarské ulice rizalit, v němž se v přízemí nachází hlavní vchod do budovy, kterému dominuje nad ním umístěné dvacetidílné okno. V přízemí budovy se nacházejí obchodní prostory se skleněnými výkladci. Přízemí a první patro budovy je obloženo granitem a nad obchodními výklady se přes celou šíří budovy táhne pruh z mléčného skla. Celé budově dominují široká obdélníková okna, typická pro funkcionalistické stavby. V rizalitu stavby a po jeho stranách jsou umístěná vyšší okna, francouzského typu s kovovým zábradlím, nahrazujícím parapety. Šesté a sedmé nadzemní podlaží ustupuje od ulic, které kolem budovy vedou. Budovou prochází pasáž, spojující Jungmannovu a Vladislavovu ulici. Budova má kancelářskou a obytnou část.
Architektonická stránka budovy je patrně ovlivněná německých architektem Mendelsohnem. Ojedinělý je i kovový skelet, tvořící budovu.

K roku 2019 se v suterénu nacházelo Divadlo Komedie, v přízemních obchodních prostorách, směřujících do Lazarské, se nacházelo papírnictví, divadelní kavárna a prodejna obuvi. Kancelářskou část budovy využívalo Generální finanční ředitelství ČR.

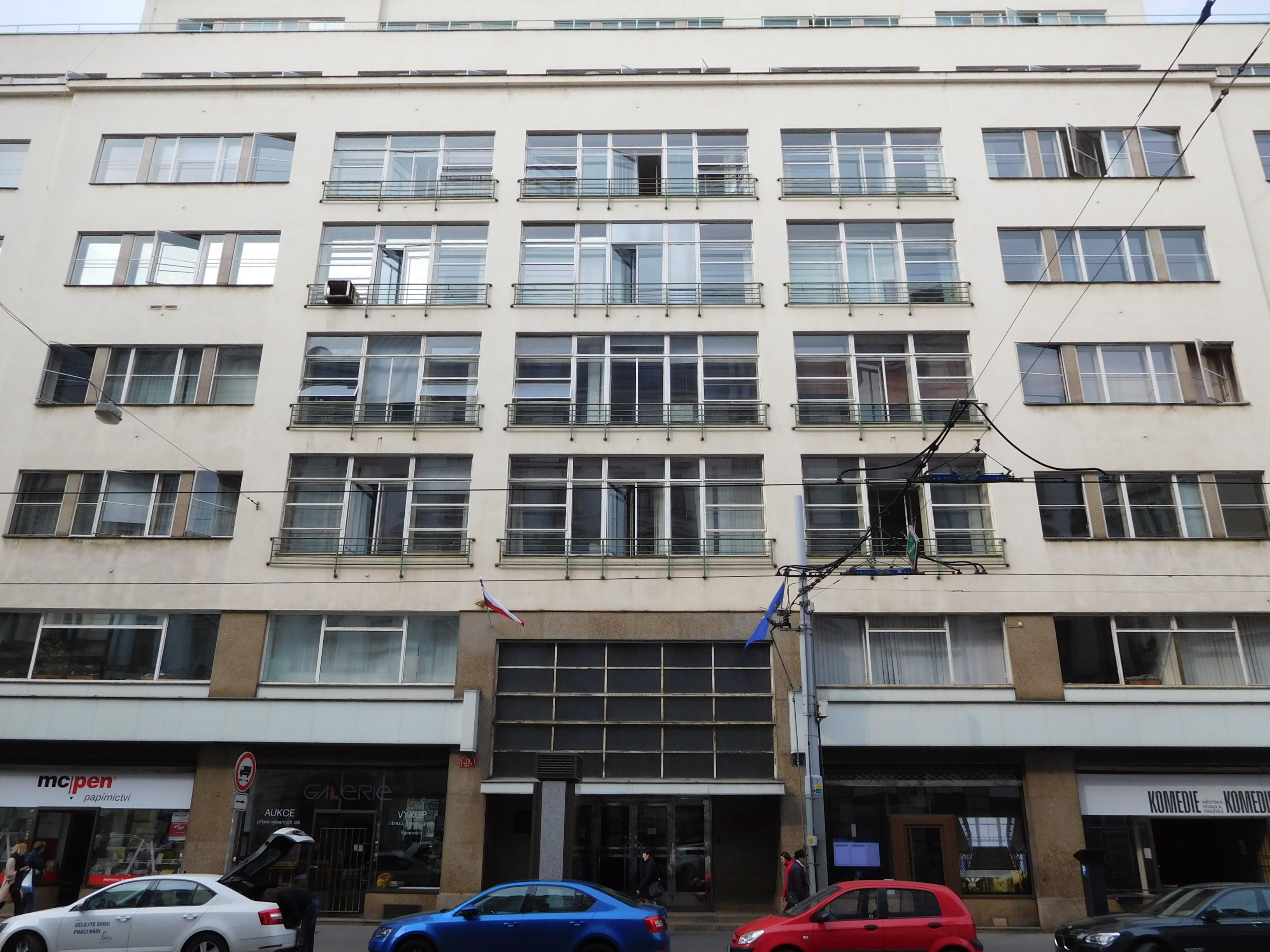
Bývalý dům Báňské a hutní společnosti – průčelí budovy
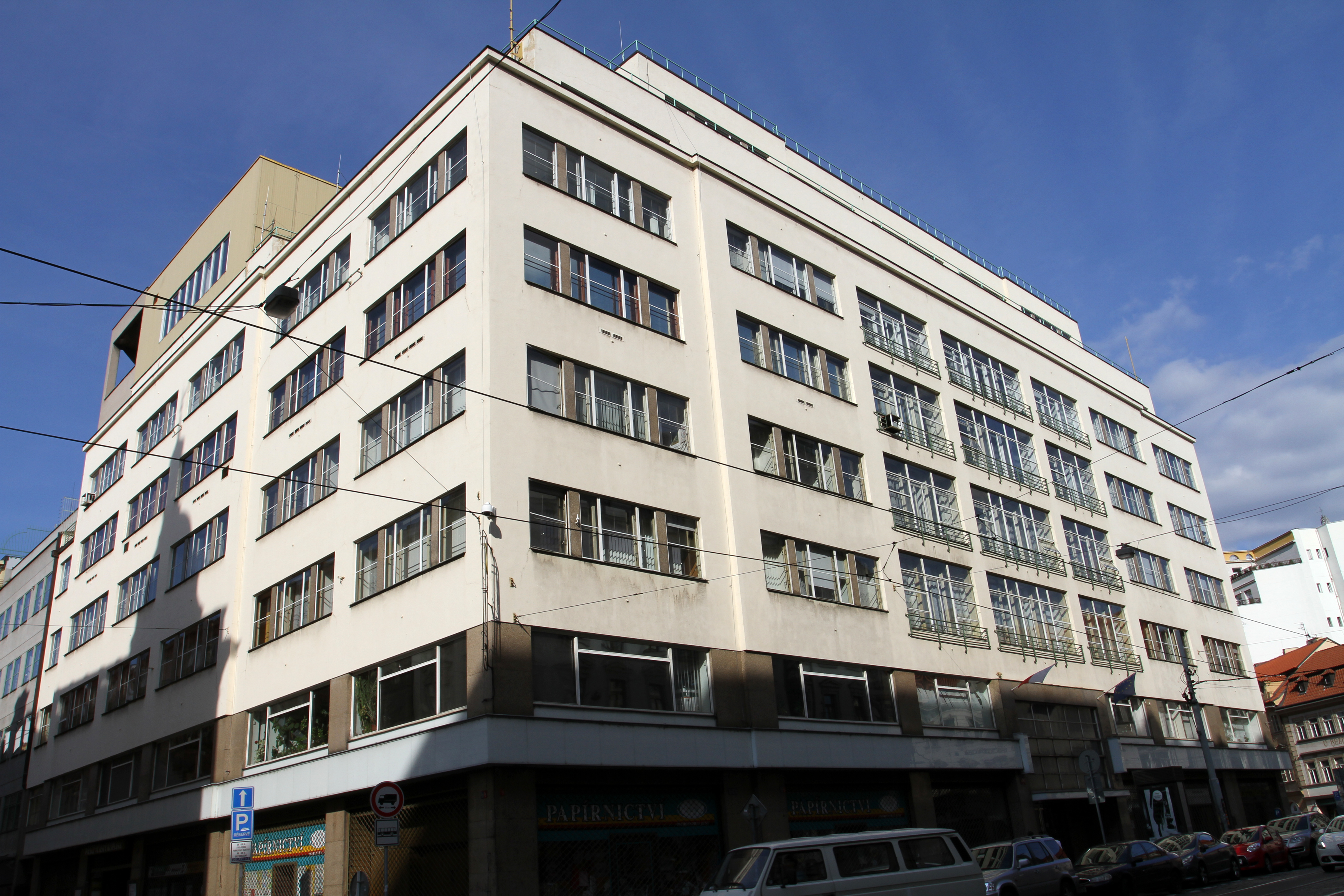
Pohled zachycující ustupující 6. a 7. nadzemní podlaží
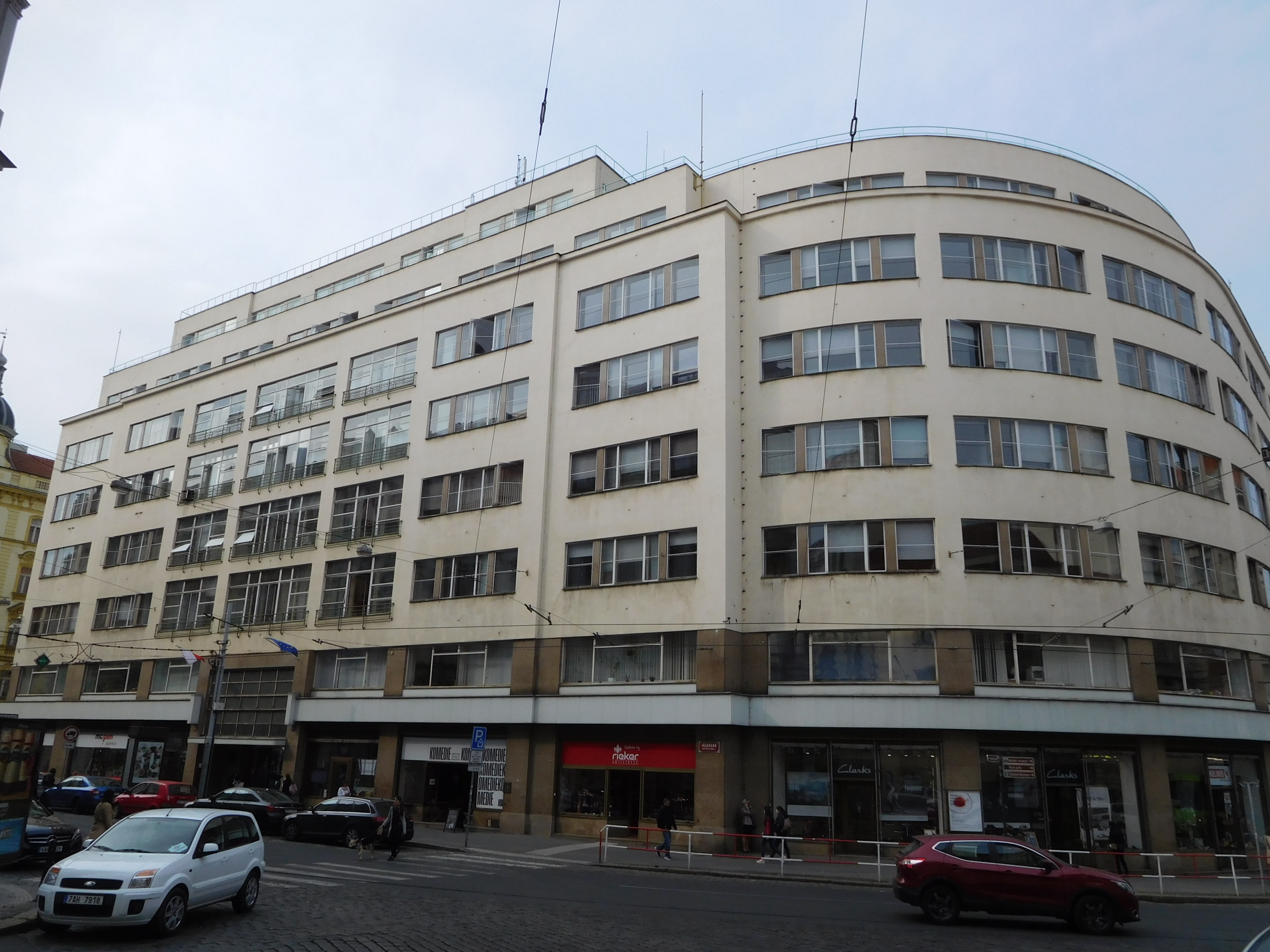
Celkový pohled na budovu
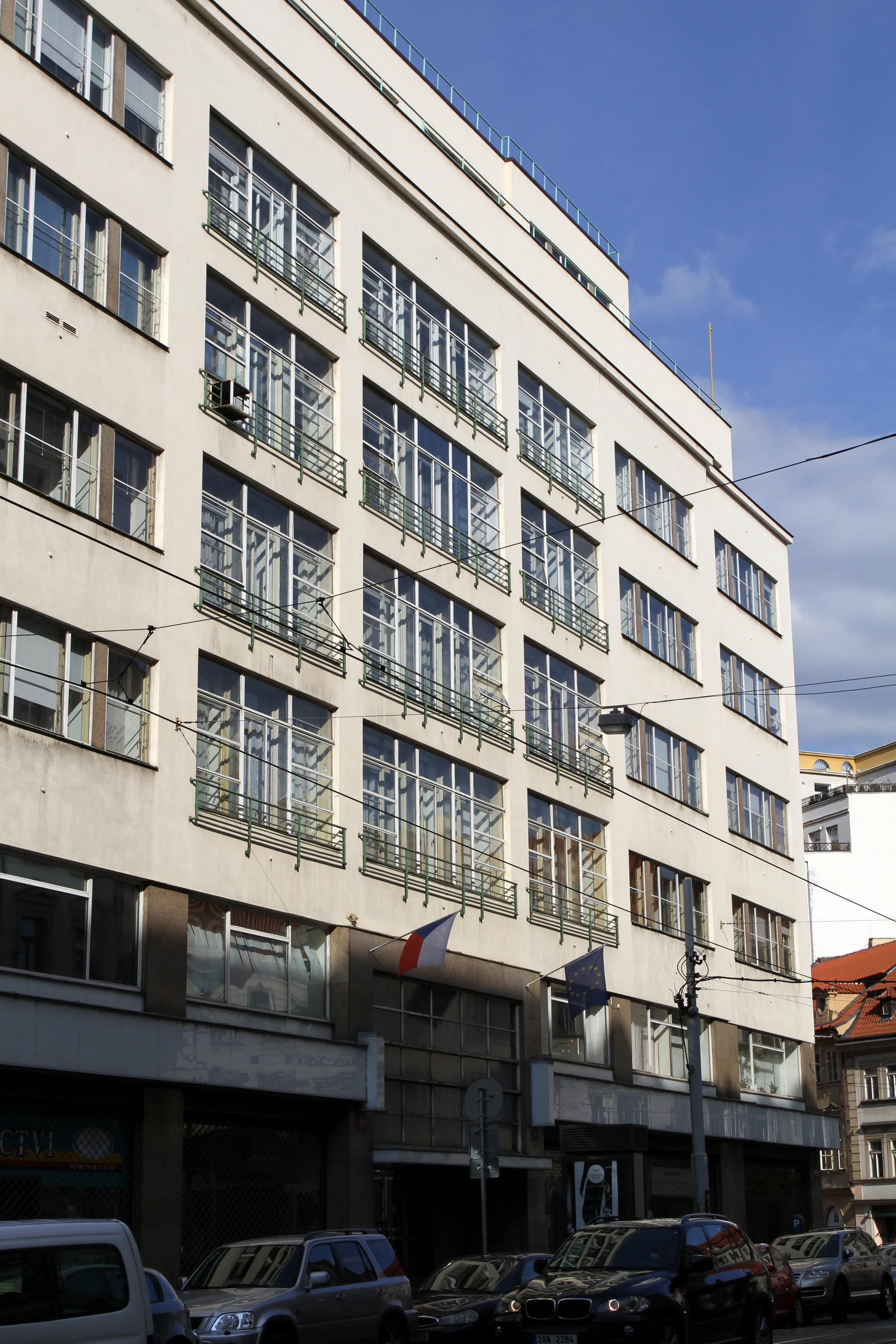
Vysoká francouzská okna se zábradlím
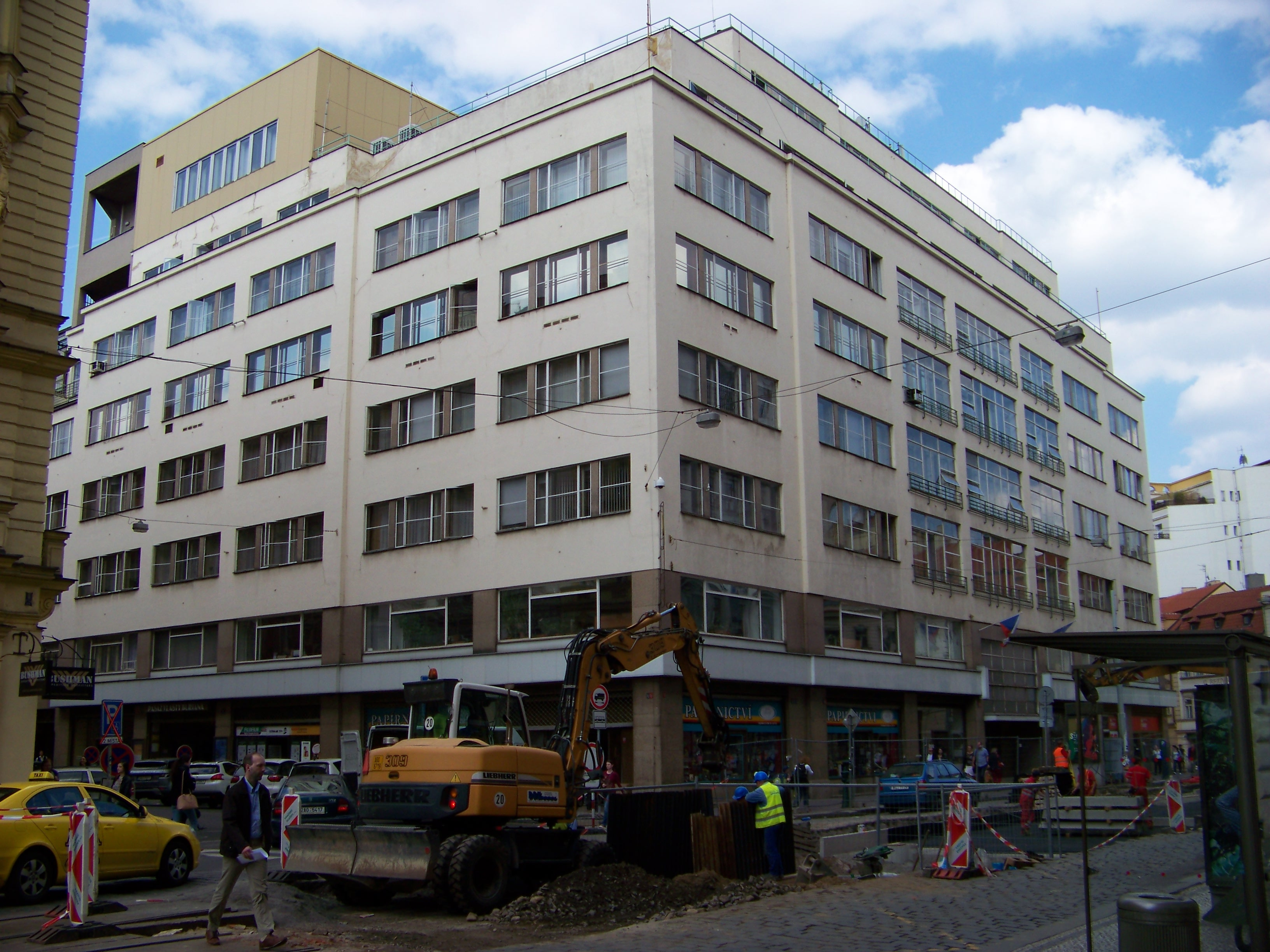
Bývalý dům Báňské a hutní společnosti (zachycen při rekonstrukci ulice)
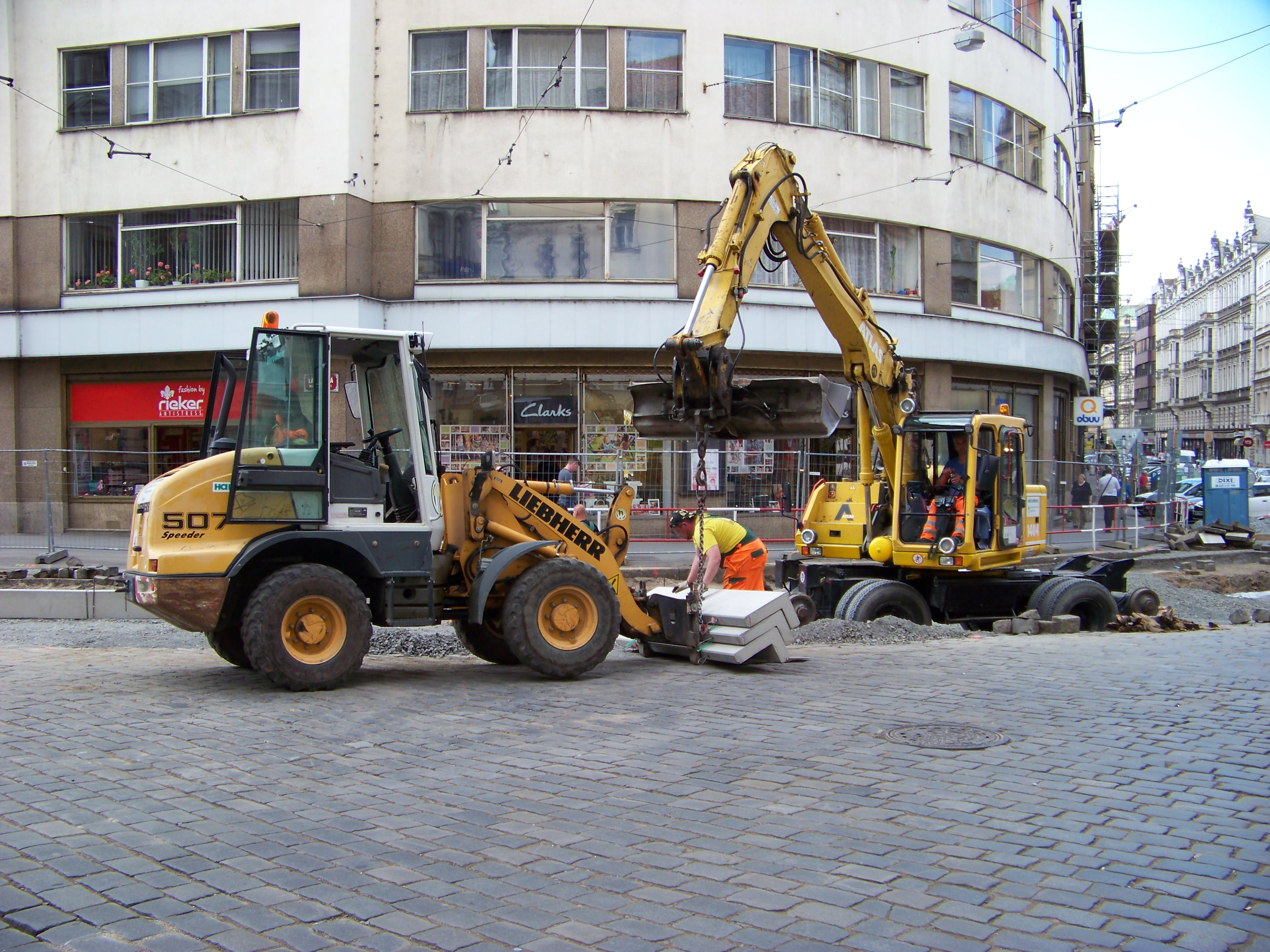
Zaoblená část budovy na styku Lazarské a Jungmannovy (při rekonstrukci ulice)
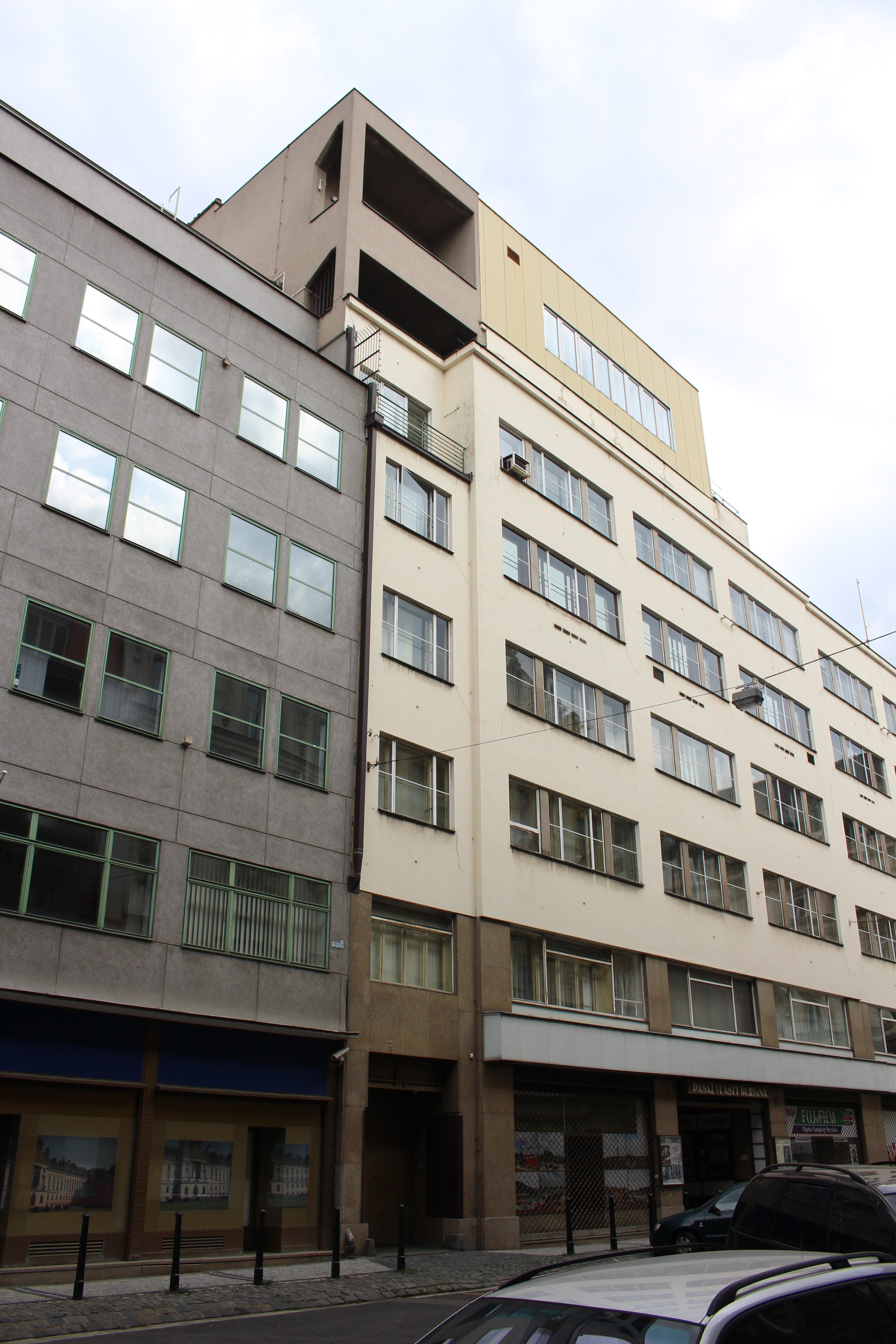
Pohled z Vladislavovy ulice

## Podniky a obyvatelé Lazarské na přelomu 19. a 20. století

### Lazarská čp. 1719/5
Budova stavitele Antonína Kubra. Nacházela se zde kavárna a bydlel zde houslový virtuóz Alex. Stuchlík.

### Lazarská čp. 45/7 (dnes Lazarská čp. 15/7, Divadlo Komedie)
V místě dnešní budovy, v níž se nachází Divadlo Komedie stálo původně více budov. Původní nízký nárožní dům (Lazarská x Vladislavova) patřil vdově po JUDr. Strengovi, Math. Strengové.

### Lazarská čp. 10/4
Nacházela se zde známá Tůmova kavárna. Díky nepravidelnému půdorysu byla budova označována jako harfa.

### Lazarská čp. 82/1
V Domě Diamant žil profesor konzervatoře K. Stecker.

### Lazarská čp. 1718/3
Ve Spolkovém domě "Domácnost" žili rada Ed. Weyr a spisovatel Jan Kučera.

## Lazarská ulice ve filmu
Lazarská ulice je objevila ve filmovém snímku Bony a klid z roku 1987. V Domě Diamant se nacházela prodejna TUZEXu.

## Nehoda
8. srpna 2024 se během bouřky uvolnil kus kamenné římsy z domu Domácnost, který zabil ukrajinského lékaře, který se nacházel na tramvajové zastávce Lazarská. Tento případ byl hojně medializován. Vlastník domu, PVZP, odškodnila pozůstalou rodinu miliony korun. Případ je prošetřován jako usmrcení z nedbalosti.

## Galerie

### Pohledy do Lazarské ulice

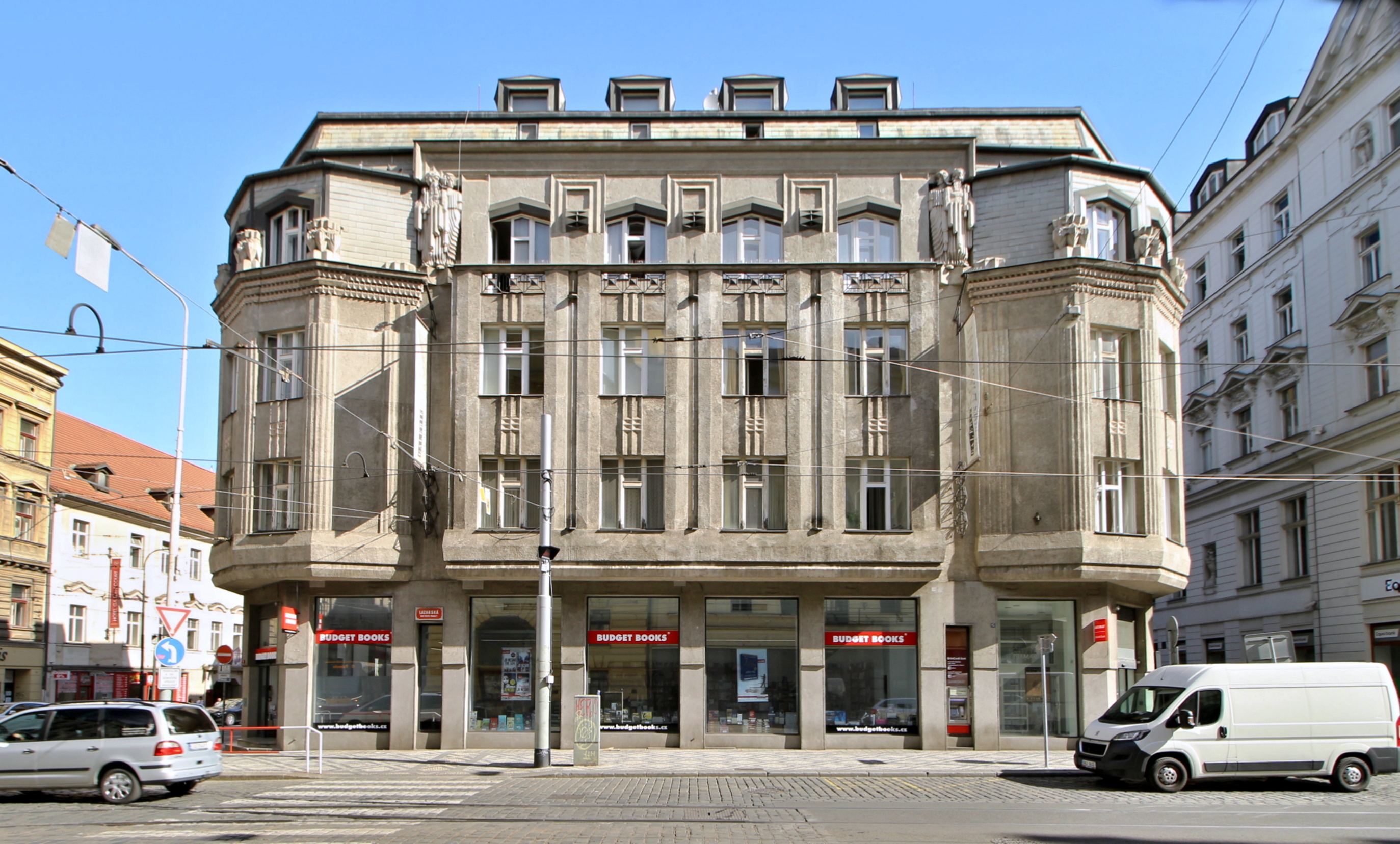
Kubistický Dům Diamant
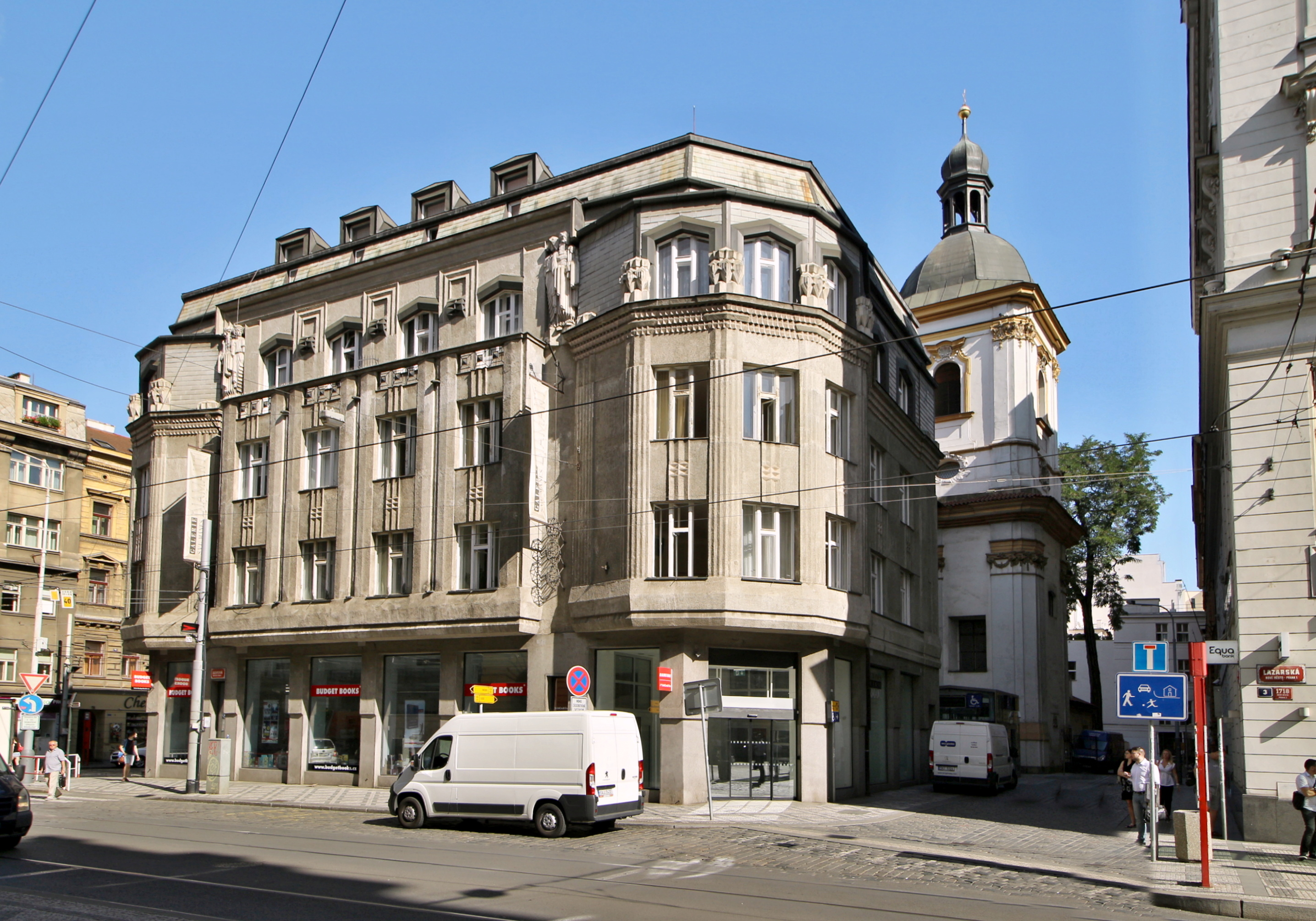
Dům Diamant
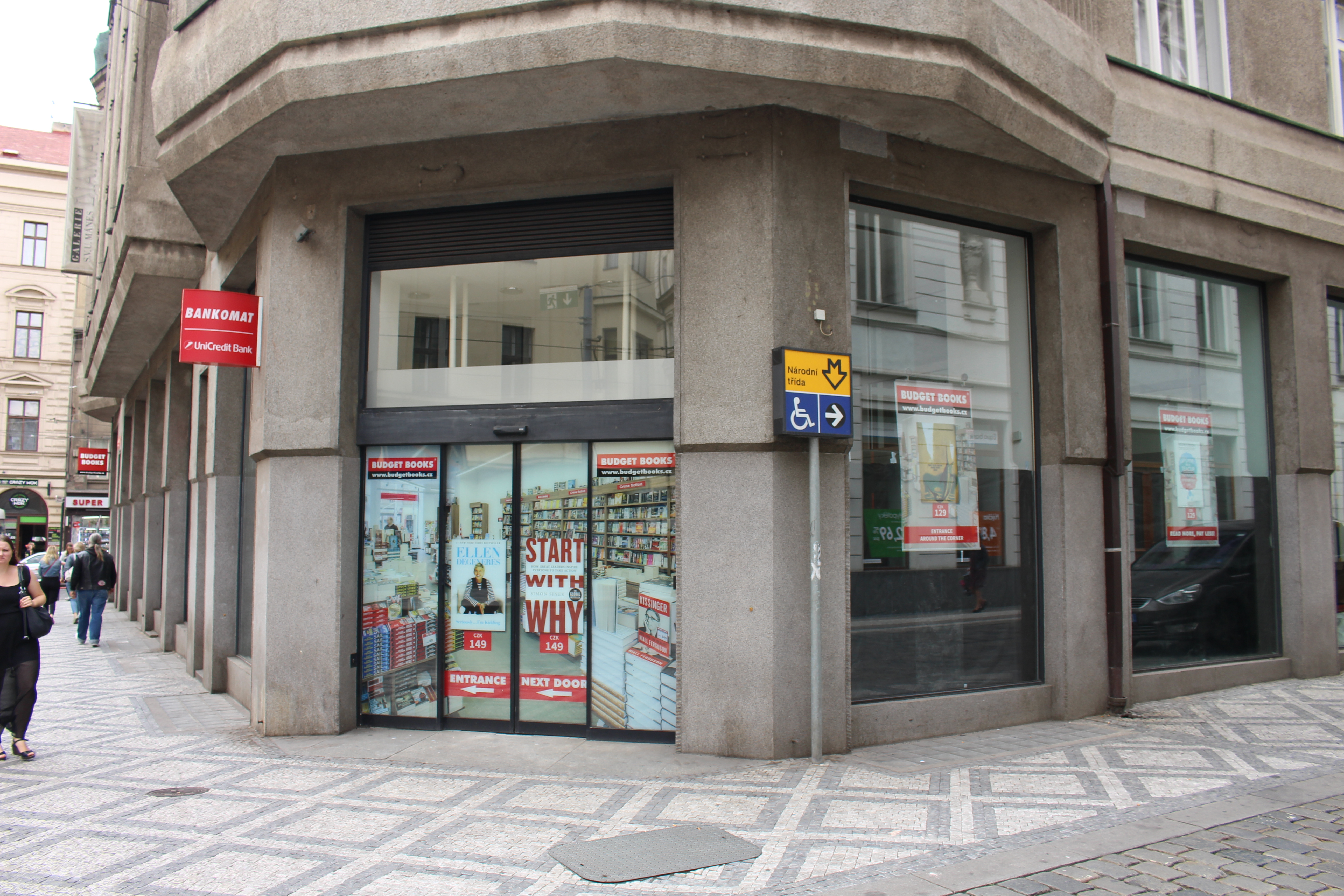
Vstup do obchodních prostor Domu Diamant
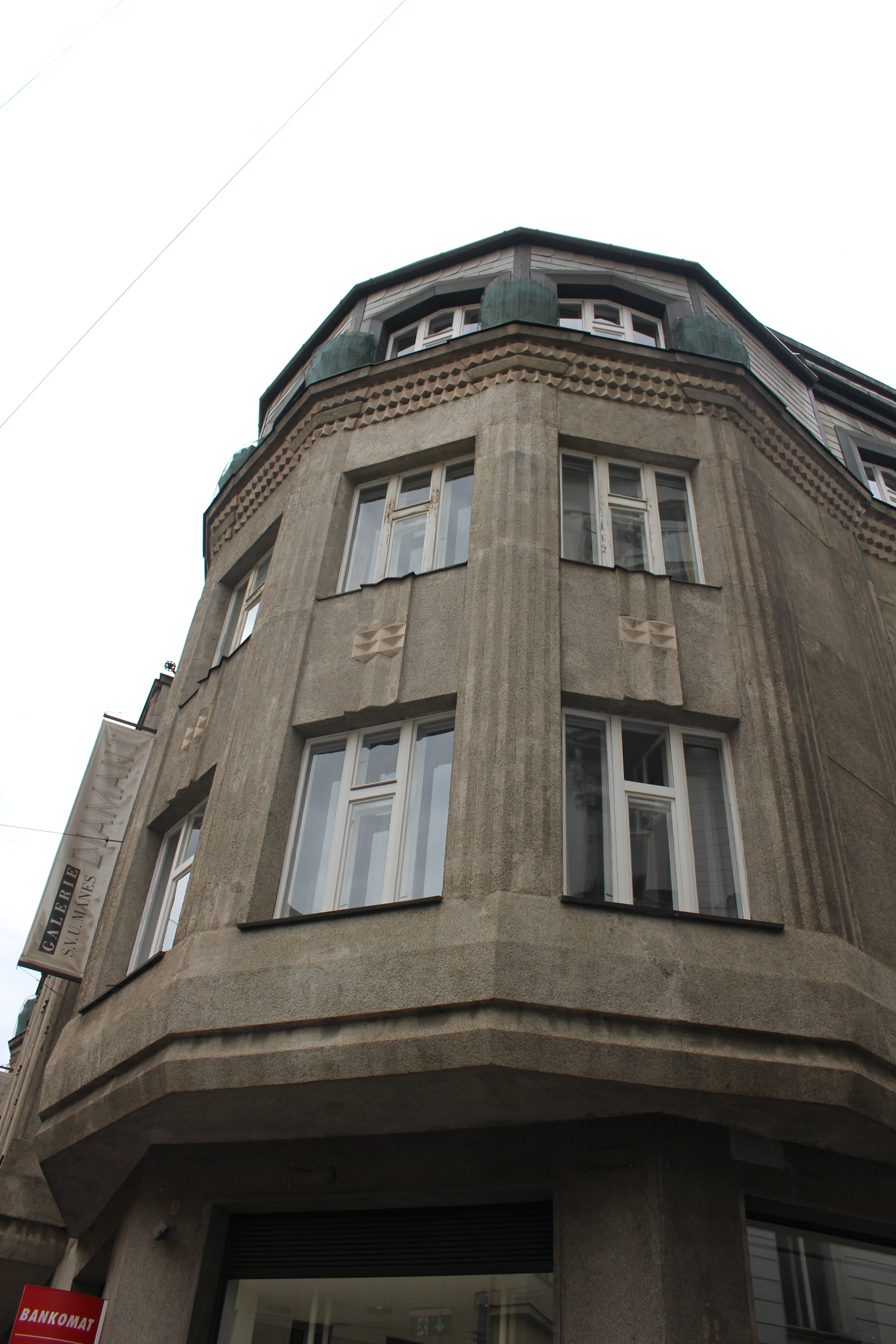
Detail Domu Diamant
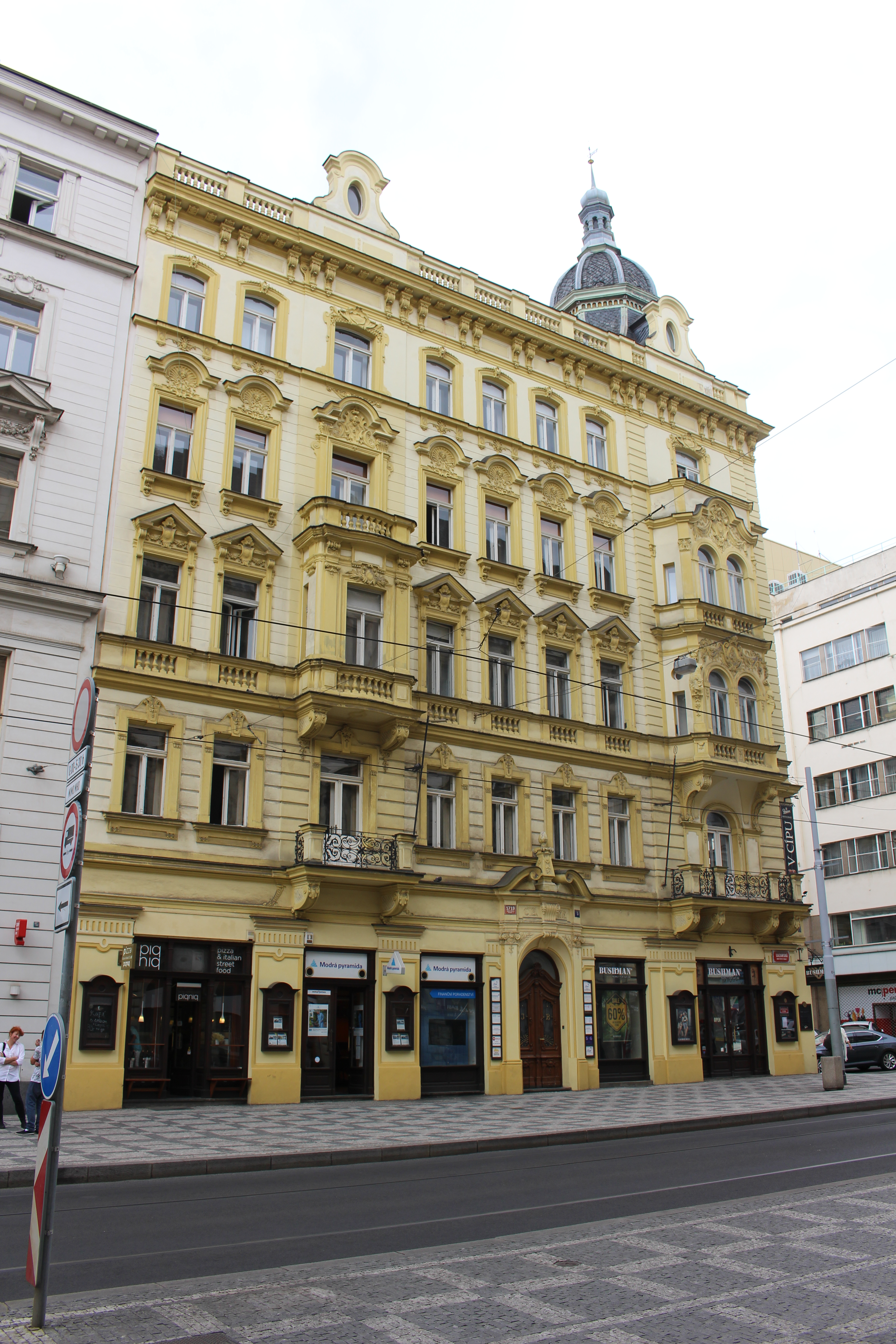
Nárožní dům Lazarská x Vladislavova
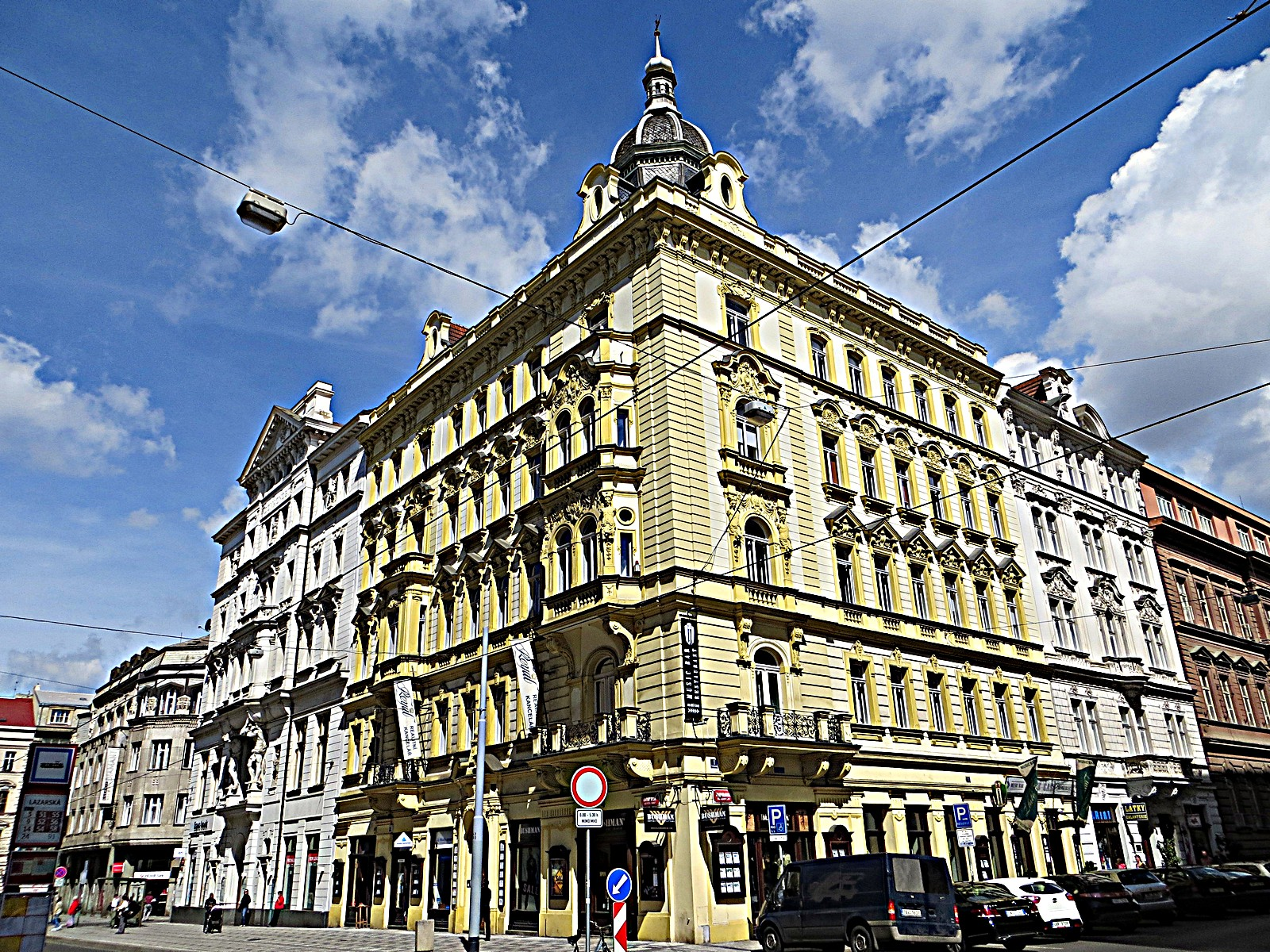
Nárožní dům Lazarská x Vladislavova
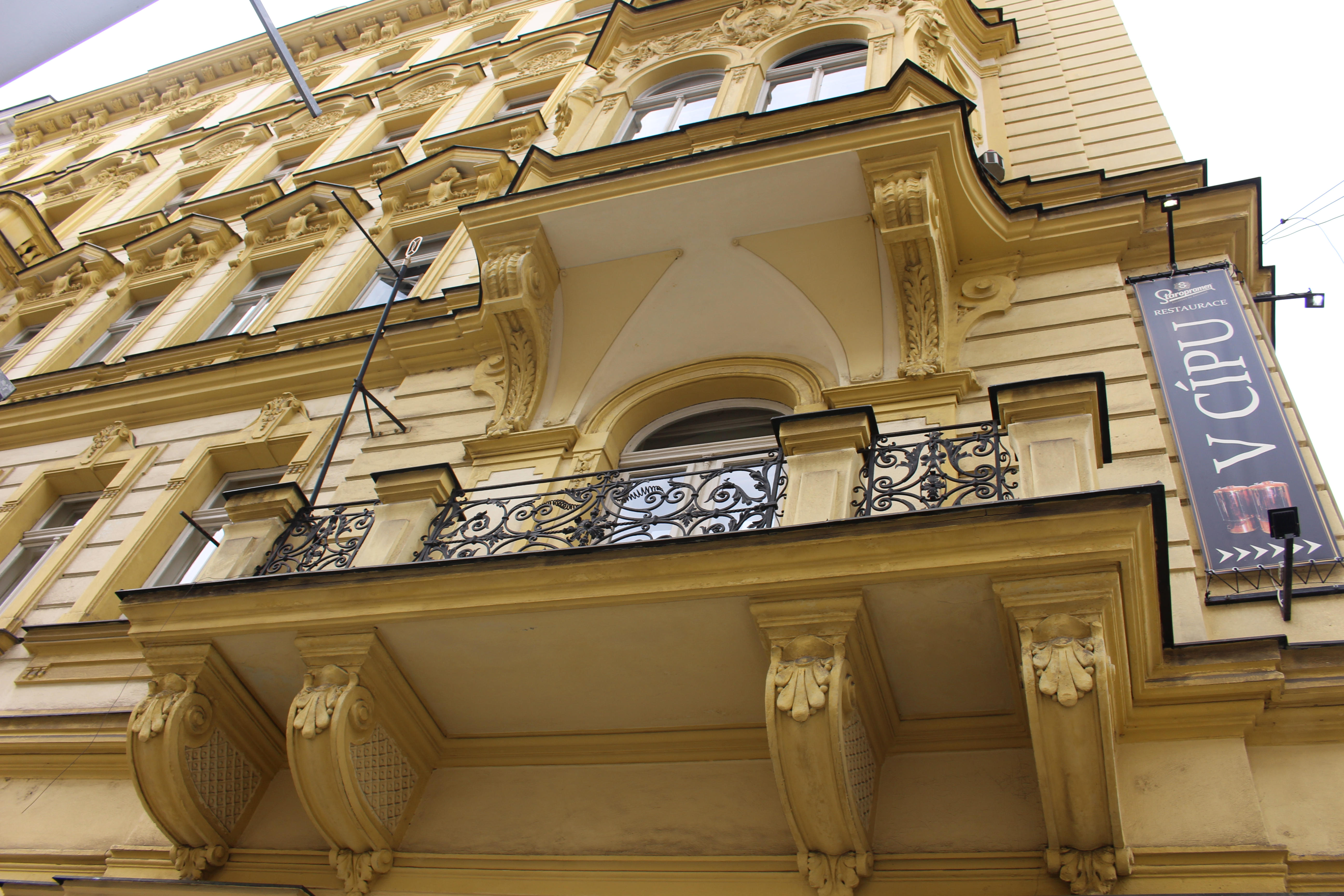
Detail balkónu – nárožní dům Lazarská/Vladislavova
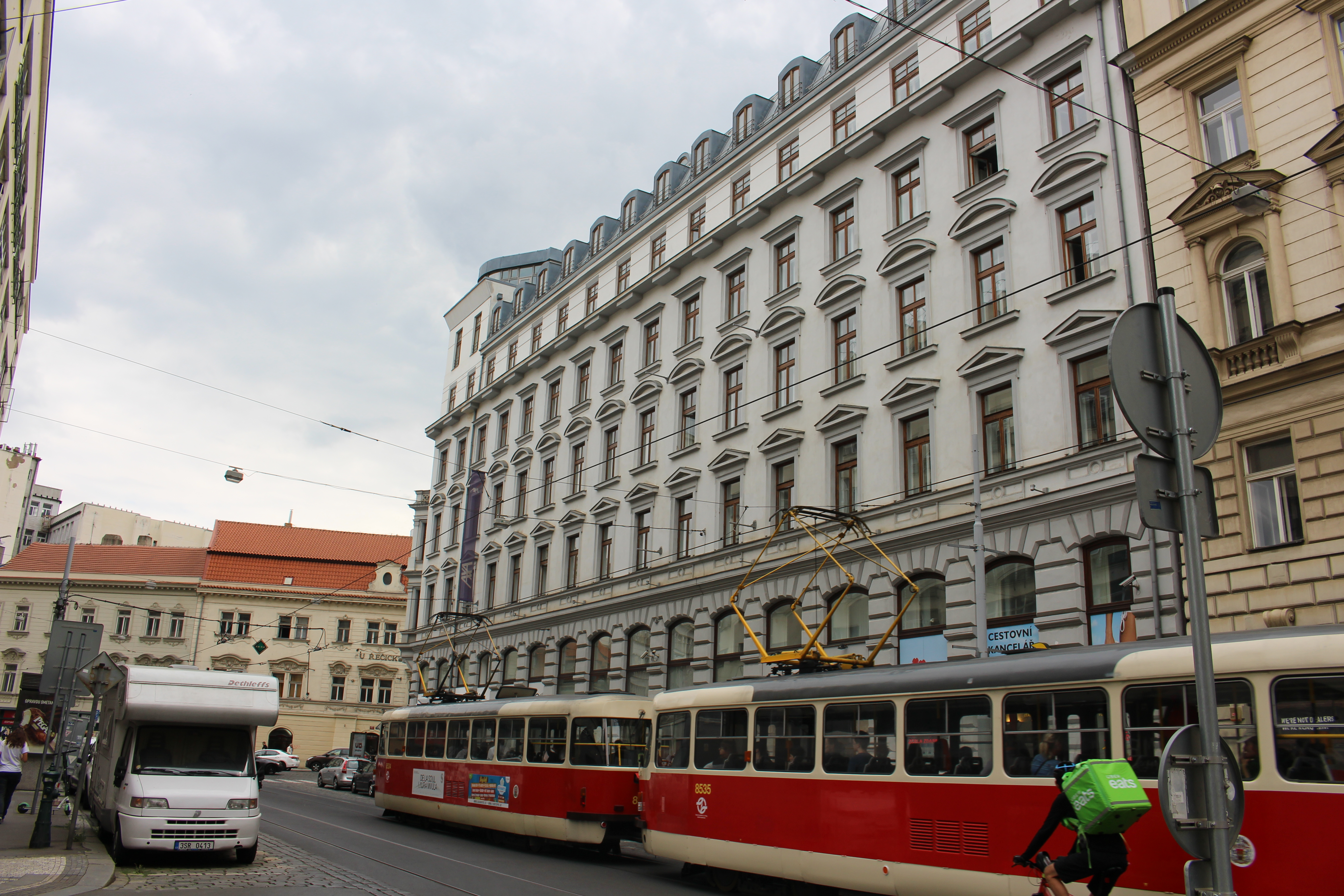
Nárožní dům Lazarská x Vodičkova
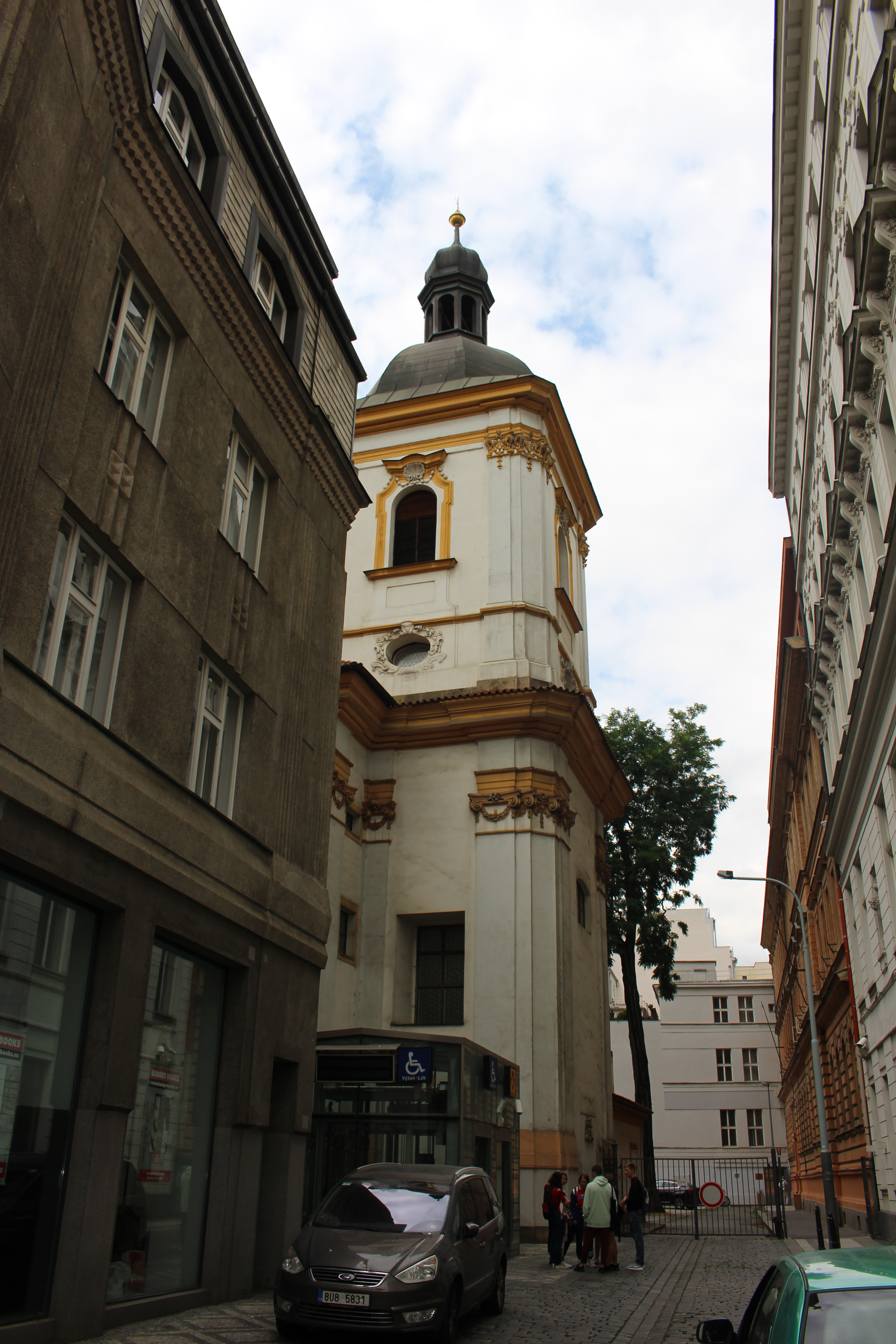
Pohled z Lazarské do Magdalény Rettigové (vlevo Dům Diamant)
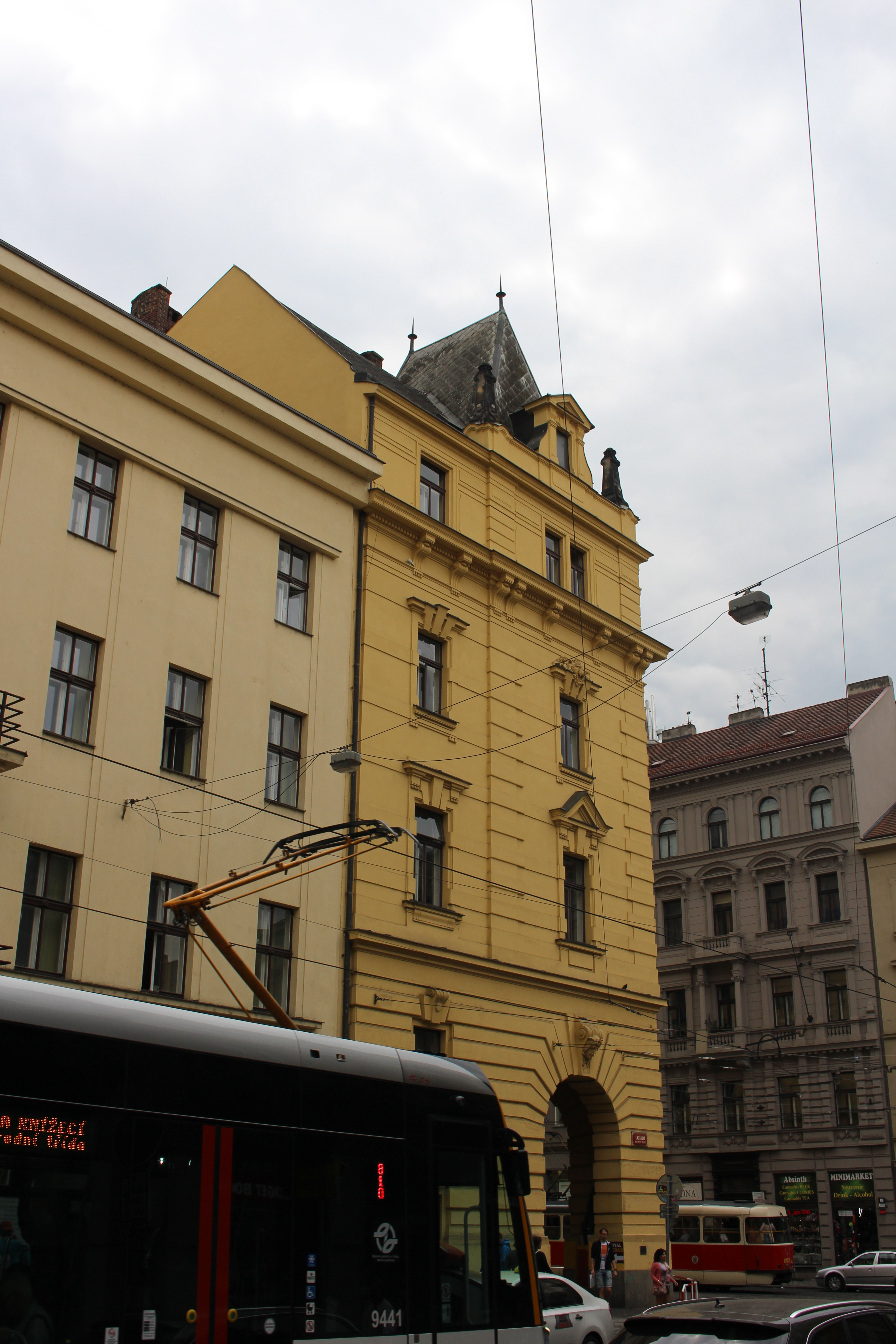
Roh budovy Městského soudu
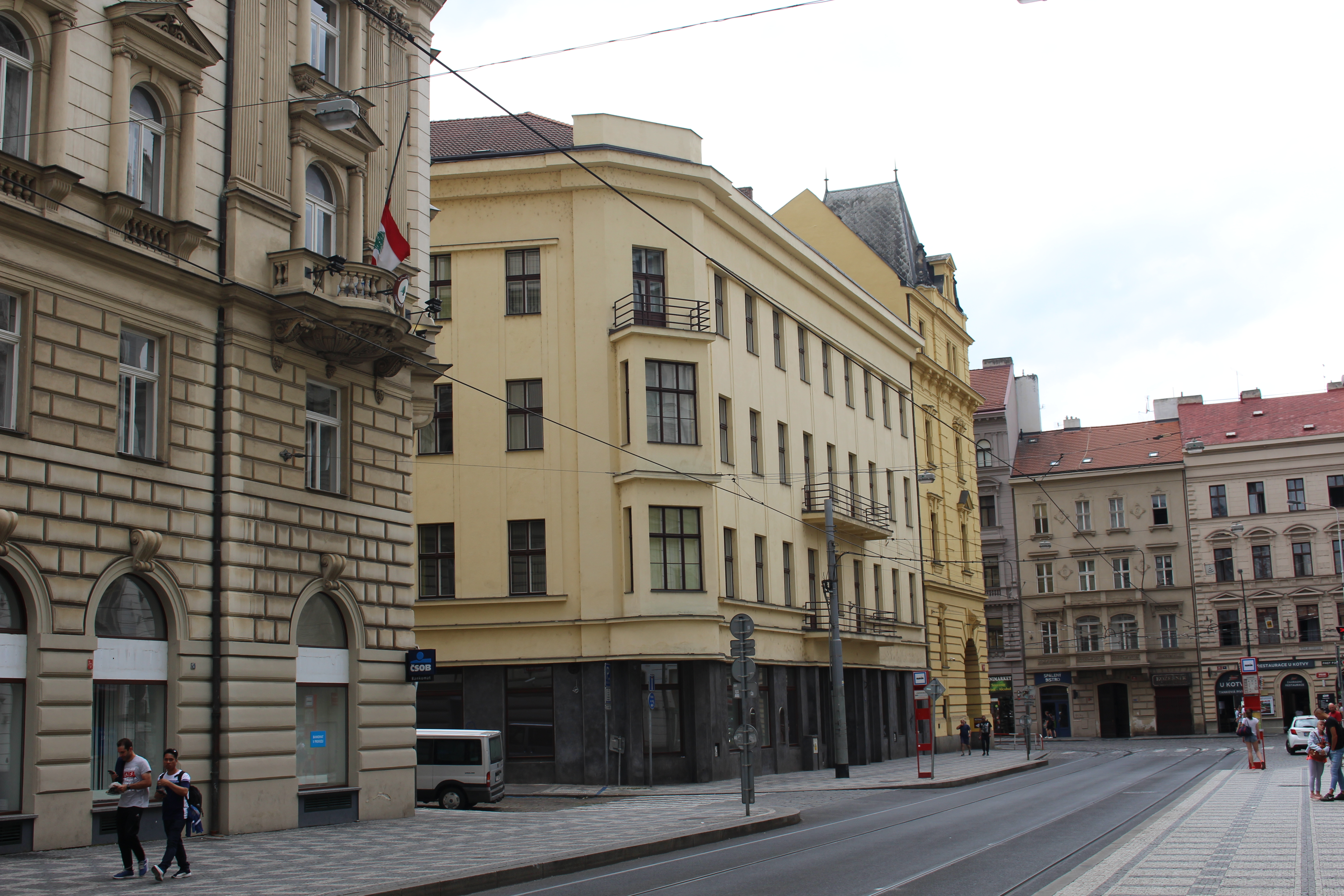
Dům, v němž byla Tůmova kavárna
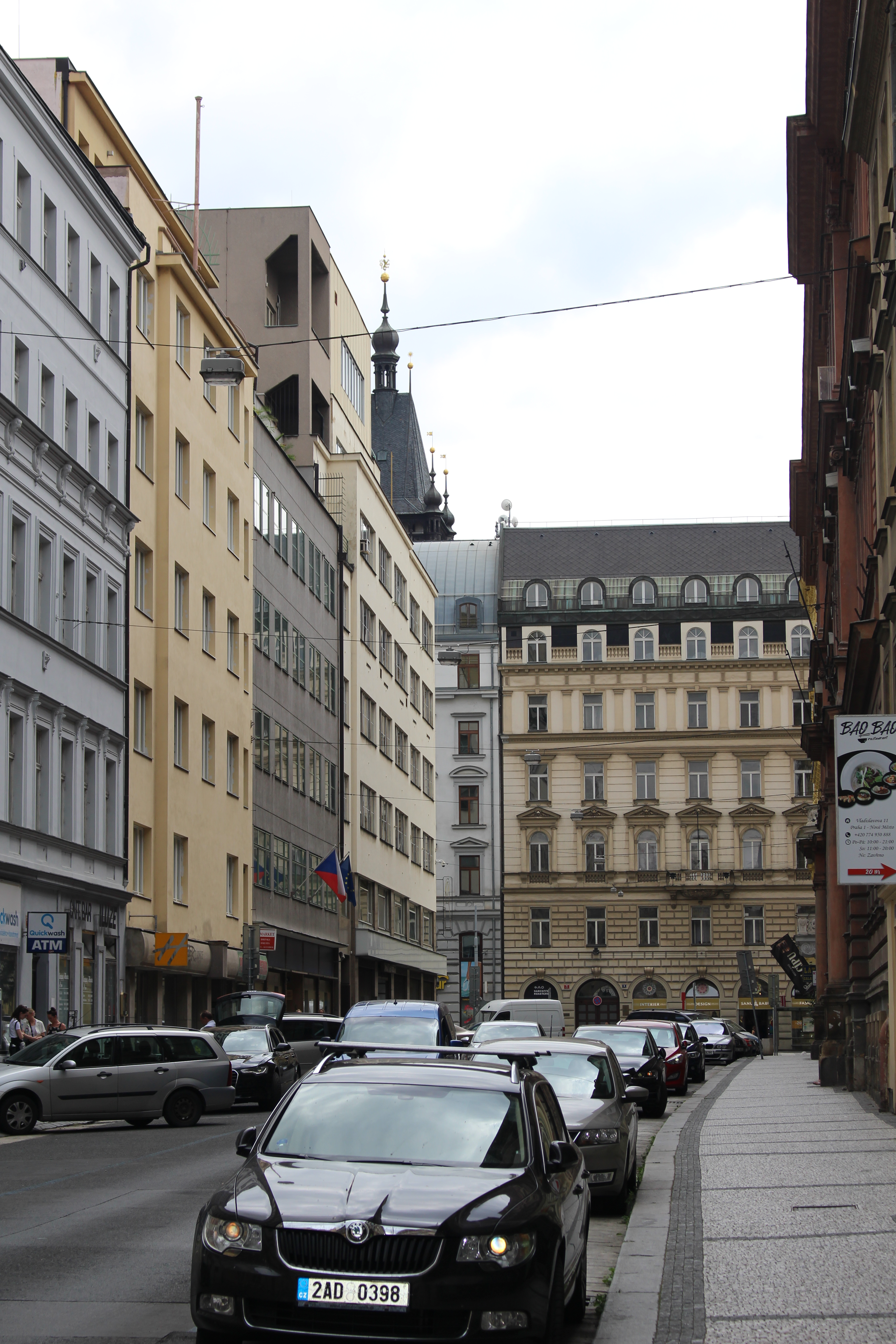
Pohled do Lazarské z Vladislavovy